# ゲーミングPC
ゲーミングPC（ゲーミングピーシー、英: gaming PC あるいは gaming computer）は、ゲームの中でも特に3Dゲームのプレイに最適化されたパーソナルコンピュータ (PC) である。ゲームメーカー公認のゲーム推奨モデルも存在している。
ゲーミングPCにはデスクトップPCタイプ、ノートPCタイプ（ゲーミングノートPC）、ポータブルゲーミングPCなどがある。またゲーミングPCにはメーカーによる既製品や受注生産品（BTO）、自作品などが存在する（#完成品 / BTO / 自作）。

## 概要
ゲーミングPCは基本的に3Dゲームで必要となる高性能なGPUを搭載していることが特徴であり、日本では特に2017年のバトルロイヤルゲームのブームによって高いグラフィック性能を持つゲーミングPCの需要が増加していったとされるが、2024年現在ゲーミングPCの定義は曖昧になっているとも言われている。しかしながら性能の高いゲーミングPCほど快適に遊べるゲームが増えるのは今も同じとなっている。
ゲーミングPCは3Dゲームに必要な3DCGの膨大なポリゴンの描画処理や物理演算処理、AI処理などによって、消費電力が大きくなり排熱量も増える傾向にある。排熱量の増加によって部品が高温になると壊れたり、自動的に安全装置のサーマルスロットリングが働き性能が下げられてしまう。性能が下がるとゲームプレイに影響が出てしまうため、ゲーミングPCでは高性能な冷却パーツが搭載されているが、それによってゲーミングPC、特に冷却に高速な小型ファンが必要となるゲーミングノートPCでは動作音の大きいものが多いという欠点がある。
ゲーミングPCは一般のPCと同じような使い方もでき、ゲーミングPCも一般的な規格であるPC/AT互換機規格に準拠しており、強力なCPUやGPUを必要とするアプリケーションを快適に動作させることができる。動画編集やメディア制作などにも優れた性能を発揮する。そのため、動画編集や製図を目的にゲーミングPCを購入する人も増えている。

## クリエイターPCとの違い
クリエイター向けでは、昔は動画編集の高速化にTruevision社製などの専用ビデオカード搭載のワークステーションが使われていたものの、2008年以降はGPGPUが普及したことで一般的なGPUが使われるようになっている（動画編集ソフトウェア#GPUアクセラレーションの普及）。また3DCG制作の高速化では昔はプロ向けGPUのNVIDIA Quadroシリーズが地位を確立しており、2018年時点でも日本のCGプロダクションの半数近くがQuadroシリーズを採用していたものの、2023年現在の日本のCGプロダクションはゲーマー向けと同じGeforce RTXシリーズを採用するところがほとんどとなっている。このようにGPU本体に限ればクリエイター向けPCとゲーマー向けPCの違いは小さくなっているものの、GPU用のドライバはクリエイター向けに最適化されたもの（NVIDIAのStudio Driver、AMDのPRO Edition）とゲーム向けに最適化されたもの（NVIDIAのGame Ready Driver、AMDのAdrenalin Edition）に分断されている。
外部インターフェースではハイエンドな撮影映像の編集において高速なThunderbolt端子が必要とされており、クリエイター向けPCではThunderbolt端子を搭載したものが多い一方、ゲーミングPCではThunderbolt端子を搭載したものが少ないとされる。
周辺機器についても異なる傾向にあるが、ゲーマーでも動画投稿やライブ配信する人が増え、ゲーマー向けライブ配信サイトTwitchも登場し、ゲーマーのクリエイター向けデバイスも登場している。これには例えばゲームキャプチャデバイスや配信コントローラー（Elgato Stream DeckやRazer Stream Controllerなど）がある。

## ワークステーションとの違い
多くのゲーミングPCは一般的なDRAMを搭載しているものの、一般的なワークステーションはエラー訂正機能のあるECCメモリを搭載している。
また以前のゲーミングPCでは精度の低いFP32/FP16演算（単精度/半精度演算）に最適化されたコンシューマー向けGPU（Geforceシリーズなど）を搭載している一方、以前のワークステーションでは精度の高いFP64演算（倍精度演算）に最適化された産業向けGPU（Quadroシリーズなど）を搭載しており、両者の違いは大きいものとなっていた。しかしながら近年は倍精度演算の性能が一部のシミュレーションを除いてCADやBIMで過剰な状態になるなどし、Quadroシリーズの後継として登場したプロ向けNVIDIA GPUではコンシューマー向けと同様にFP32:FP64比の高い設定となった（例えばRTX 6000 Adaで64:1）。このように両者の違いは縮まっているものの、プロ向けGPUではVRAMにエラー訂正の有るECCメモリを採用しており、ワークステーションの信頼性はゲーミングPCよりも高くなっている。

## コンシューマーゲーム機との違い
ゲーミングPCとかつてのコンシューマーゲーム機は構成が大きく異なっていたものの、第8世代のPlayStation 4、Xbox One以降のコンシューマーゲーム機はPCに近い構成になっており、両者の違いは少なくなっている。
しかしながらコンシューマーゲーム機はアーキテクチャや性能のバラツキが少なく、ゲーミングPCはハードウェア構成（アーキテクチャや性能）のバラツキが大きいという特徴が存在する。これによってゲーミングPCではコンシューマーゲーム機に比べ事前最適化が難しくなっていたが、年々シェーダーの大型化に伴うシェーダーコンパイル由来のスタッタリング（カクツキ）が大きくなるにつれ、シェーダーの事前コンパイルや非同期コンパイルなどの技術が広がってきている。
またゲーミングPCでは高性能な単体GPU (dGPU) が一般的なのに対し、同第8世代のPlayStation 4、Xbox One以降のコンシューマーゲーム機はAPUに搭載された高性能な内蔵GPU (iGPU) となっており、単体GPUを搭載するゲーミングPCではCPU-GPU間の転送オーバーヘッドが大きいという特徴がある。
その他、第9世代のPlayStation 5、Xbox Series X/S以降のコンシューマーゲーム機には圧縮アセット向けのハードウェア解凍アクセラレータが搭載されている一方、ゲーミングPCには未だハードウェア解凍アクセラレータが搭載されておらず、ゲーミングPCでは事前にアセットをCPUメモリに読み込まずSSDから直接随時アセット読み込み（アセットストリーミング）をするゲームにおいてトラバーサルスタッターの問題が起こりやすくなっているとされる。コンシューマーゲームのPC移植ではこの問題の解決のために圧縮率を下げるなどの対策が行われている（ゴッド・オブ・ウォー ラグナロクなど）。
一方でゲーミングPCは部品の交換が容易であり、プレイしたいゲームの要求するスペックに届かない性能の部品だけを交換することがある程度可能となっている（ただしバス規格や端子規格により制限される）。またゲーミングPCはゲーム以外の用途にも利用できる。

## デザイン

### 色
元々ゲーミングPCは黒基調のものが多かったが、2020年代には光るパーツ（後述）のLED色の反射を目立たせる白基調のゲーミングPCが増えていった。2024年現在、白基調のハードウェアはNZXT、Corsair、MSI、ASUS、Gigabyteなど多くのメーカーから提供されている。
その他、ゲーミングPCではピンク色も一般化している。2018年にはゲーミング機器メーカー大手のRazerがQuartz Pink版を開始し、ピンク色の選べる高性能ゲーミング製品が増えていった。またパステルカラーも流行している。コロナ禍の起こった2020年には巣ごもり需要としてコンシューマーゲーム機であつまれ どうぶつの森が流行し、同時にそれをテーマとした緑と青のパステルカラーのNintendo Switchが発売されて人気となったが、2022年にはゲーミングPC向けでも大手周辺機器メーカーのロジクールがパステルカラーの「Aurora Collection」を開始し、2023年にはPCケースでも白や黒に代わってパステルカラー（特に抹茶色）のものが増えていったとされる。
またPCケースでは光るパーツを外から見えるようにするために透明な面を設けるものが増えており、中には支柱のないピラーレスのものや、角の無い曲面（湾曲）ガラスを用いたもの（JONSBO TKシリーズ、MONTECH KINGシリーズ、COUGAR FV270、Antec C8 Curve Woodなど）も登場している。

### 動的照明 (RGB)

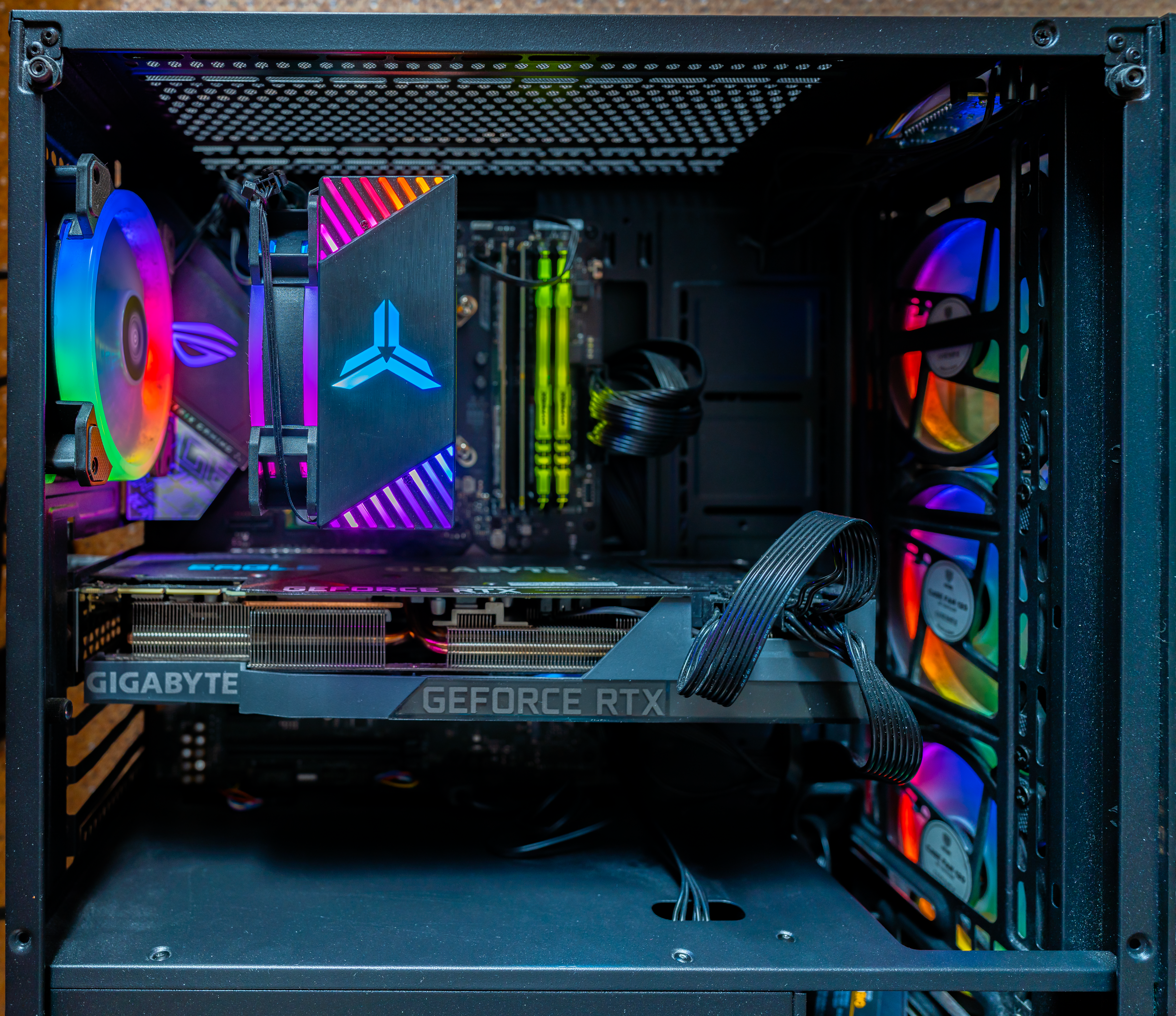
7色に光る内部パーツ

ゲーミングPC（の中でも特にデスクトップタイプ）はファン、メモリ、ケーブルなどの内部パーツに光る製品が多くなっている（なおノートPCタイプは透過せずキーボードのみが光るものが多い）。
元々1990年代後半には携帯ゲーム機やiMacにおいて内部を見えるようにするスケルトンブームが起こっていたが、PCの改造 (MOD) でも2000年代前半に透明な窓をケースに設けて内部を見えるようにする Window Kit が流行し、それによってPC内部を光らせるパーツも流行、2003年には既にケースメーカーでもそれらを組み込んだ事前改造済みPCケース (Pre-modded PC cases) を用意するようになっており、透明部分のあるケースと光るパーツが一般化していった。
また初期は単色LEDを搭載した製品が多かったものの、ゲーミングマウスではフルカラーLED搭載の製品が登場（2010年のRazer Naga Epic、2012年のロジクール G600など）し、2014年にはゲーミングキーボードでもフルカラーLED搭載のモデルが登場（Corsair Gaming K70 RGB、ロジクール G910 Orion Spark、Razer BlackWidow Chroma）、現在はほぼ全ての製品にフルカラーLED搭載のものが増えている。
光るパーツ類は基本的にソフトウェアから制御可能となっているが、その規格はマザーボードのメーカーによって異なっており、互換性の無いものとなっている（ASUS Aura Sync、Gigabyte RGB Fusion、MSI Mystic Light、AsRock Polychrome RGBなど）。部品メーカーのCorsairも独自のCorsair iCUEを（ASUSのマザーボードに対応）、NZXTも独自のNZXT HUE 2を、Thermaltakeも独自のTT RGB PLUSを持っている。またキーボードやマウス、マウスパッド、スピーカーなどの外付けの周辺機器も光る製品が多くなっているが、こちらの規格もメーカーによって異なっている（RazerのRazer Chroma RGB、LogicoolのLIGHTSYNC RGBなど）。
このようにメーカー毎にライティング規格は乱立しているものの、RazerのRazer Chromaでは他のライティング規格と同期するためのChroma Connectを用意しており、これにより多くのメーカーの光るデバイスの制御が可能となっている。またメーカー毎の違いを吸収したマルチベンダーに対応するOpenRGB（オープンソース）、SignalRGB、JackNet RGB Sync（オープンソース）などのソフトウェアも登場している。その他、Windows 11では標準でクロスベンダーの動的照明に対応した。
これらのライティング規格に対応するゲームでは、ゲームの状態に合わせたライティング制御が行われている。

## スペック、構成部品、周辺機器
ゲームの種類（タイトル）やユーザーが設定する画質設定ごとに、プレイに必要となるスペックがかなり異なっている。古いゲームは低いスペックでも楽しめるが、新しいAAAゲームほど要求スペックが高くなる傾向にあるため、もし新しいゲームをプレイしたい場合は部品やPC自体の交換が必要となる場合がある。

### コンシューマーゲーム機とのスペックの違い
PCゲームにはコンシューマーゲーム機と同時発売されたりそこから移植されたりしたマルチプラットフォームゲームもあるため、コンシューマーゲーム機の進化はゲーミングPCに必要な性能を押し上げている。またその上、ハードウェア構成の様々なゲーミングPCへの最適化はコンシューマーゲーム機に比べ難しいものとなっている。
例えばPCゲームではシェーダーをそれぞれのGPUで実行できる形にコンパイルする必要があるが、シェーダーのコンパイルではプレイ中にコンパイルすると処理落ち（ヒッチングやスタッター）が発生するため、プレイ中にコンパイルしたシェーダーのキャッシュや、プレイ前のシェーダーの事前コンパイルが行われている。それでも2023年現在もシェーダーコンパイルに由来すると思われるスタッターはゲーマーを悩ませており、快適にプレイするために著しく高いスペックを必要とするゲームタイトルが増えているとされる。
またゲーミングPCではCPUのコア数が各々で異なる上、不均一なCPUコアも増えており（Intel Alder Lake以降のPコアとEコア、AMD Ryzen X3DのCCD0とCCD1など）、OSなどのゲームモードでは処理の速いコアへの固定（ピニング）や処理の遅いコアの停止（パーキング）などにより一部リソースを無効化した上での高速化も行われている。
その他PCゲームでは不正コピーを防ぐためのDRM (デジタル著作権管理) がプレイ中のパフォーマンスや起動時間を劣化させる要因となっている。

### 推奨スペックとスペック調査
PCゲームの販売元や販売プラットフォームがゲームタイトルごとに最小スペック要件（Minimum Requirement）や推奨スペック要件（Recommended Requirement）を公表していることが多い。
また販売プラットフォームの一つSteamではユーザーのハードウェア並びにソフトウェアの統計調査も行っている。

### GPU
ゲーミングPCではGPUが最も重要な要素である。GPUは一般的にCPUよりもクロック周波数が低く分岐処理にも限界がある一方、浮動小数点数の演算器を多数内蔵しその演算性能 (FLOPS) が高く、ゲームでは分岐処理の少ない3D演算（レンダリングや物理演算）、画像処理（ポストエフェクトを含む）などにGPUが使われている。またGPUにはテクスチャマッピングのためにテクスチャを解凍・補間する機能や、3Dポリゴンをラスタライズするためのハードウェアラスタライザも搭載されており、それらも多くのゲームで使われている。
その他、旧来のGeForce GTXシリーズ以前やRDNA 1以前はレイトレーシングアクセラレータ未搭載となっていたが、新しいGeForce RTXシリーズやRDNA 2以降はレイトレーシングアクセラレータが搭載されており、レイトレーシング対応ゲームにおいてよりリアルな光の反射や屈折の表現が可能となっている。古いDirectX 8〜9世代のゲームにおいても後からレイトレーシングに対応させるRTX Remix (NVIDIA製) が登場しており、RTX 3060 Ti以降を搭載したゲーミングPCでは古いゲームもより良いグラフィックで遊ぶことが可能となっている（対応ゲームはModDBのRemix Compatible Gamesを参照）。
また2023年後半には従来のジオメトリパイプラインの代わりにDirectX 12 Ultimateの新しいメッシュシェーダーを使用したゲームが登場し始めたが、これらのゲームはメッシュシェーダーに対応する新しいGPUでは高速に動作する一方、メッシュシェーダー非対応の古いGeForce GTXシリーズ以前やRDNA 1以前では代替実装が使われて低速で動作するとされる。このようにGPUの世代交代は進みつつあり、2024年には古いGeForce GTXシリーズの生産が終了した。
GPUにはAPU (GPU統合CPU) 内蔵のGPU (iGPU) とCPU非統合の単体GPU (dGPU) が存在する。また単体GPUはローエンド（エントリークラス; 低性能）、ミドルレンジ（ミドルクラス; 中間）、ハイエンド（高性能）に分かれている。主要なコンシューマー向け単体GPUにはNVIDIAのGeForceシリーズ、AMDのRadeonシリーズ、IntelのIntel Arcシリーズ（2023年登場）が存在するが、2025年2月現在、SteamユーザーのGPUシェアはNVIDIAが80%を超えた状態となっている。
NVIDIA GeforceではローエンドがRTX 3050〜4050、ミドルレンジがRTX 3060〜5080、ハイエンドがRTX 3090〜5090となっている。一方、AMD Radeonにおける型番と性能レンジの対応はエントリークラスがRX 6400〜RX 6500シリーズ、ミドルクラスからミドルハイがRX 6600〜RX 7800シリーズ、ハイエンドがRX 6900/RX 7900シリーズとなっている。
| 型番                    | TFLOPS (半精度） | 最大メモリ帯域 (GB/s) |
| ----------------------- | ---------------- | --------------------- |
| Ryzen Z1 Extreme        | 16.59            | 120.0 GB/s            |
| Intel Core Ultra 9 288V | ?                | 136.5 GB/s            |
| Ryzen AI Max+ 395       | ?                | 256.0 GB/s            |
| GeForce RTX 3060 8GB版  | 12.74            | 240.0 GB/s            |
| Radeon RX 7600          | 43.50            | 288.0 GB/s            |

一方、iGPUは基本的にdGPUの縮小版が搭載されているが、2024年現在、iGPUの性能はノートPC向けローエンド単体GPUのGeForce RTX 3050 Laptopに近づきつつあり、ゲーミングPCではポータブルゲーミングPCにiGPUが使われている。また2025年2月にはミッドレンジの dGPU (RX7650 GREやRTX 4060) に匹敵する APU の Ryzen AI MAX+ 395 が登場した。
2025年2月現在のSteamユーザーのGPUシェアのGPUの首位は前述のミドルレンジGPUのRTX 4060の8.37%、次位はその前世代のRTX 3060の6.73%となっており、また搭載VRAM量では首位が8GBの43.17%、次位が12GBの24.21%となっているものの、PCゲーマーの使用しているGPUは非常にバラけたものとなっており、レイトレーシングアクセラレータやメッシュシェーダーの無い旧来のGTXシリーズもまだシェアが少しあり（GTX 1650が2.46%、GTX 1060が2.18%、GTX 1050 Tiが1.30%など）、搭載VRAM量でも容量の少ない6GBが9.64%、4GBが4.35%、2GBが2.89%、1GBが2.40%も残る状態となっている。レイトレーシングを有効にして高解像度で遊ぶ場合などには8GBのVRAMでも不十分とされる。またゲームによってはVRAM 16GB以上が必要な高解像度テクスチャパックなども登場している（モンスターハンターワイルズなど）。
GPUの接続は主にPCIe経由で行うが、GPUやCPU、チップセット及びマザーボードのスロットの対応するPCIeのバージョン及びレーン数（最大16レーン）によって接続帯域が異なっている（PCIe 4.0の16レーンで理論上最大約31.5GB/sだが、例えばRTX 4060は8レーンまででその半分となっている）。
| 方式             | 帯域幅/レーン数                   |
| ---------------- | --------------------------------- |
| Thunderbolt 3    | 16-40Gbps                         |
| USB 4 Gen 2x2    | 20Gbps                            |
| USB 4 Gen 3x2    | 40Gbps                            |
| Thunderbolt 4    | 32-40Gbps                         |
| USB4 Version 2.0 | 両側80Gbps 片側120Gbps+片側40Gbps |
| OCulink 4i       | PCIe x4                           |
| OCulink 8i       | PCIe x8                           |
| ライザーケーブル | PCIe x16                          |

また単体GPUをデバイスの外に置けるようにした外付けGPUも存在し、一部のノートPCやミニPCにも巨大な外付けGPUを搭載してゲーム性能の強化をすることが可能となっている。携帯ゲームPC端末にも外付けGPUを搭載可能なモデルが登場している（GPD WIN 4など）。外付けGPUに使われるインターフェースのThunderboltは登場当初Apple製品が中心となっていたものの、2015年にUSB Type-Cコネクタ採用のThunderbolt 3が登場すると一般的なノートPCにも少しずつ搭載されるようになり、2019年にはUSBの最新規格 USB4がThunderbolt規格に基づいたものとなって主流となっていった。しかしながらThunderboltはオーバーヘッドの大きいものとなっており、近年はオーバーヘッドの少ないOCulink 4iが普及してきているが、OCulink 4iでもPCIeのレーン数は4レーンに制限されている。
また1990年代後半よりゲーミングPCでは複数のGPUを搭載して同時使用することも行われていた (3dfx/NVIDIAのScalable Link InterfaceやAMDのCrossFireX) が、DirectX 12ではソフトウェア毎に明示的にマルチGPUをサポートする必要があり、それもあってか2020年現在のゲームではマルチGPUへの対応が後退し、多くのゲームでクラッシュしたりカクつきが起きたりテアリングが起きるといった問題が発生する状態となっている。

### CPU
ゲーミングPCでは高性能なビデオカードを制御するために、GPUの負荷を遅延なく処理できる高性能プロセッサー（Intel CoreシリーズプロセッサーやAMD Ryzenシリーズプロセッサーなど）が使用されている。
CPUは2024年3月時点では4コア以上のマルチコアが一般化しており、ゲーム側もマルチコアに最適化するのが一般的となっている。また近年は複数チップを組み合わせるチップレットや面積の少ないEコア（高効率コア）の登場によって更なる多コア化が進展し、一部のゲームでは8コアを超えるCPUへの最適化が進んでいる。また多くのゲームに使用されているUnreal Engineでも2024年の5.4でレンダースレッドの並列化が行われマルチコア環境でのレンダリングが高速となっている。

### 主記憶
ゲーミングPCでは処理の高速化のためにオーバークロックメモリなどの高速なDRAMを搭載することがある。ゲームに重要な描画処理などを行うGPUでは基本的にGPU側のビデオメモリ (VRAM) を使うため、CPU側のDRAMのオーバークロックメモリの効果はゲームタイトルによって大きく異なっている。
2023年頃にはDDR5-8000 (PC5-64000; 64GB/s) のオーバークロックメモリが登場し、同年10月にはIntelがXMP (Intel Extreme Memory Profile) で DDR5-8000 から DDR5-8600 までの対応の追加を表明、2024年4月にはDDR5規格が更新されDDR5-8800までが標準化された。また2024年には更なる高速化が可能なクロックドライバー搭載メモリ「CUDIMM」に対応するCPUアーキテクチャ「Intel Arrow Lake」が登場し、各メモリメーカーがそれに対応する CUDIMM の販売を開始したものの、「Arrow Lake」のメモリコントローラーには性能問題があり、実際のベンチマークにおいてもゲーム性能は今一歩となっている。なお高速なメモリは多くの熱が発生するため、メモリクーラーが必要となる場合がある。
マザーボードによって動作するメモリ速度およびその枚数に制限があり、特にオーバークロックメモリの4枚刺しは鬼門な上、大容量の高速メモリーはまだ少ない状態となっているため、高速なメモリーを使うには容量を妥協する必要がある。しかしながら2020年代には32GB以上を推奨するゲームも増えてきており、2024年にはそのうちの一つ『パルワールド』のブームによってゲーミングPCの売れ筋は32GBメモリになったとされ、2025年2月時点のSteamユーザーのDRAM搭載量も首位は32GBの46.94%となっている（16GBも36.71%残る）。また64GBのメモリに意味のあるStar Citizenのようなゲームも登場している。

### ストレージ
ゲーミングPCでもゲームのロード時間短縮のために特に高速なM.2カード形式のNVMe (NVM Express) SSDの普及が進んでいった。2023年時点では低速なHDDにも対応するゲームが殆どとなっており、SSDを必須要件とするゲームはまだ登場したばかりの段階となっていたが、2024年にはSSDを必須要件とする「パルワールド」がブームとなった。
M.2 SSDはPCIe規格を採用しており、対応するPCIeのバージョンとレーン数（最大4レーン）によって最大速度が異なっている。またランダムアクセスの性能の指標にはそれとは別にIOPSがある。4レーンのPCIe 4のNVMe SSDでは理論上最大約7.9GB/s、4レーンのPCIe 5のNVMe SSDでは理論上最大約15.7GB/sとなるが、どちらもランダム読み込みの速度はあまり変わらず、2023年現在PCIe 5 SSDはPCゲームのロード時間の短縮にはあまり繋がらないとされる。
またRAID 0を使えば複数のSSDを同時に利用することでの単体の場合に比べ高いアクセス速度を実現できるものの、こちらも2023年現在ゲームのロード時間短縮には効果が薄いとされる。
2022年3月にはストレージにあるゲームアセットを直接GPUへと転送することが可能な技術 DirectStorage が登場し、次いで同年11月には圧縮されたアセットのGPU側での展開が可能なオープンソースライブラリ GDeflate 及びそれを標準搭載する DirectStorage 1.1 が登場、2023年よりこのDirectStorageに対応するゲームが少しずつ増えつつある。しかしながら2024年時点においてはDirectStorageでのGPU展開にスケジューリングの問題が存在するとされ、2025年現在に至ってもDirectStorageは問題の多い技術となっている。

### 冷却

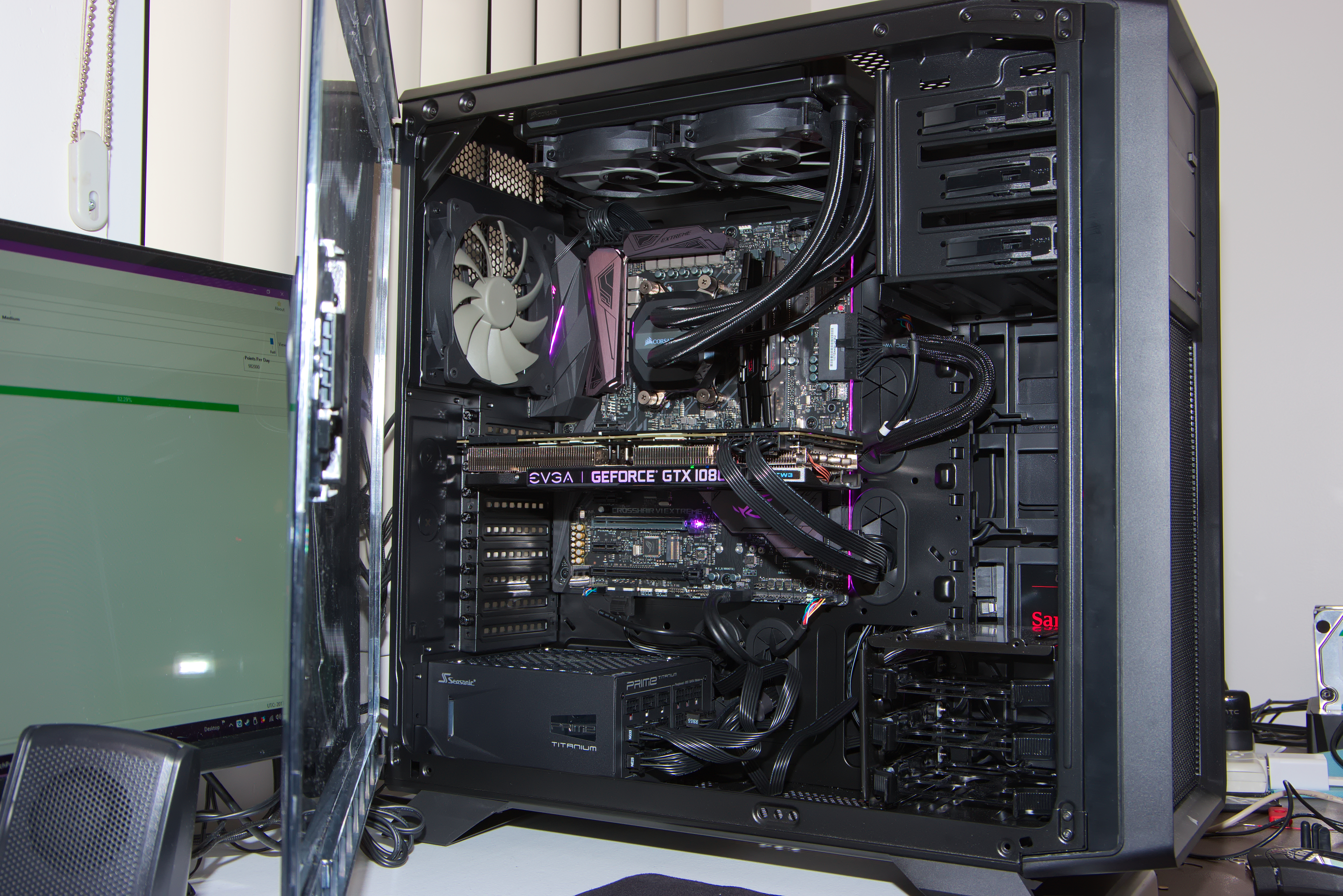
デスクトップタイプの冷却

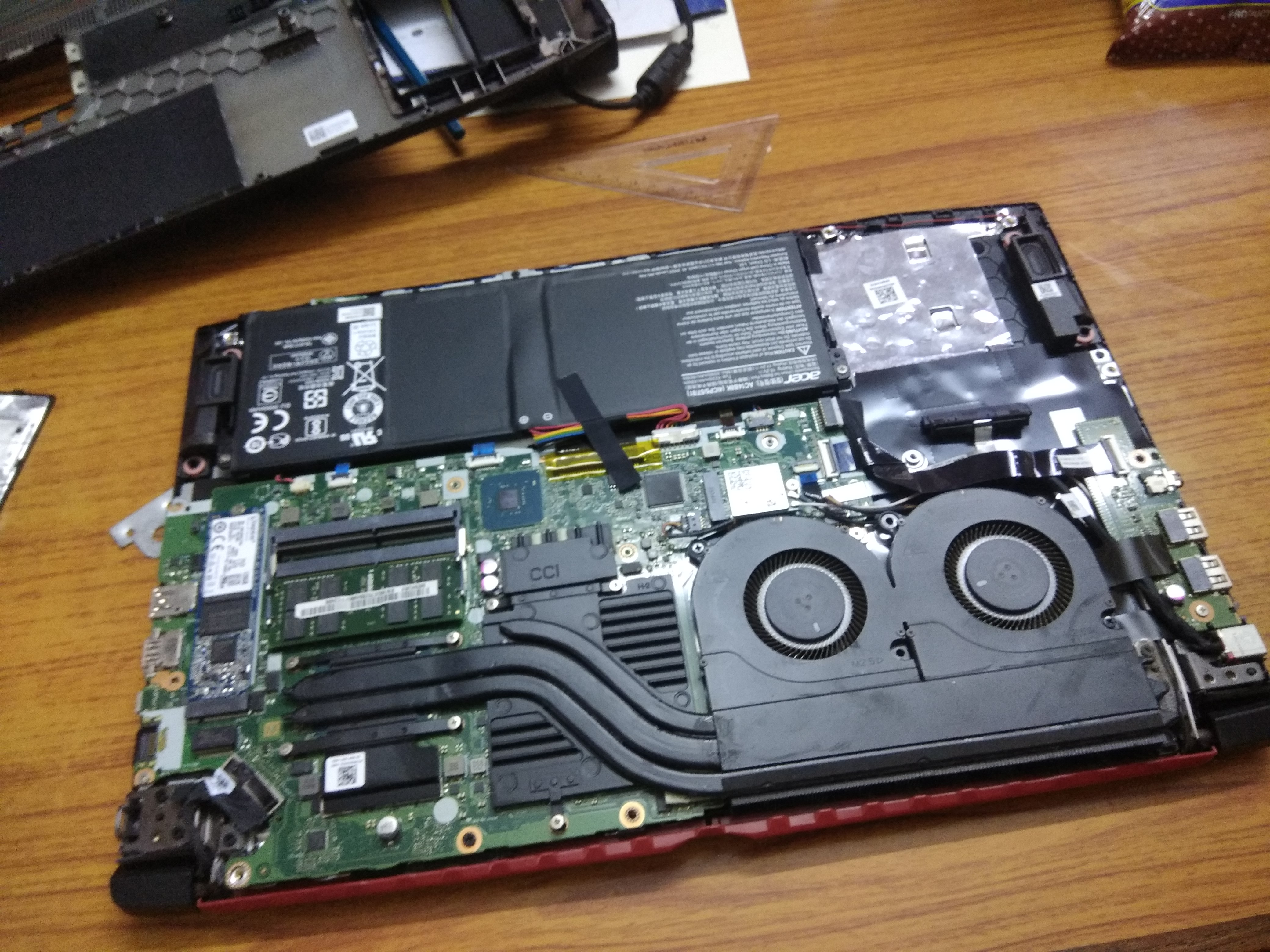
ゲーミングノートPCの冷却システムの例。このAcer Predatorシリーズのものではファンや排気口がそれぞれ2つになっており、普通のノートPCの倍となっている。

要求スペックの高いPCゲームの実行中にはCPUやビデオカードが著しく高温（60℃～、場合によっては90℃以上）になる場合があり、高温のままでは過熱保護のためのサーマルスロットリングによって性能が落ちてしまうため、ゲーミングPCには高性能な冷却装置が必要となる。そのためゲーミングPC向けのPCケースでは、多数のケースファンを取り付けられたり、冷却性能の高い簡易水冷に対応するものが増えている。ノートPCタイプでも冷却性能を上げるためにファンやヒートシンクや排気口の数を増やしていることが一般的である。
また一般的なRGBケースファンでは吸気側から見ると綺麗に見えるようになっており、逆側から見ると支柱が見えてしまうため、見た目のためにファンブレードの前後を反転させたリバースブレード版のあるケースファン製品も複数メーカーより登場している。またファンブレードだけを取り外し可能にしてリバースブレードに交換可能なケースファンも登場している（Thermaltake SWAFAN EX RGBなど）。
一方冷却では特に高速な小型ファンの必要なゲーミングノートPCにおいて負荷動作時に動作音が大きくなるという欠点が存在する。冷却の静音性を上げるために外付けの水冷ユニットを搭載したモデルも登場している（G-Tune H5-LCなど）。

### ディスプレイ
ゲーミングPC用のディスプレイでは基本的にゲーム向けのディスプレイ、通称ゲーミングモニターが使われている。ゲーミングモニターは基本的に120Hz以上のの高いリフレッシュレートを持つものが多く、360Hz以上のものも各社より登場している（なお4Kゲーミングモニターでは60Hzのものもある）。しかしながらそこまでの高フレームレートを安定的に出せるゲームは少なく、ゲーミングモニターでは不安定なフレームレートでもスムーズに表示できるよう可変リフレッシュレート（VRR; DisplayPortのAdaptive Sync、HDMIのGame Mode VRR、AMD FreeSync、Nvidia G-Syncなど）に対応したものが一般化している。また低レイテンシHDR表示のFreeSync Premium Pro (旧Freesync 2 HDR) に対応したディスプレイも登場している。
ゲームのモーションブラー軽減ではリフレッシュレートだけでなくディスプレイのピクセル応答時間も重要となる。またバックライトをストロボ点灯（黒挿入）してモーションブラーを軽減できるディスプレイも存在する（NVIDIA G-SYNC ULMB、Acer VRB、ASUS ELMB、BenQ ZOWIE DyAc、Gigabyte Aim Stabilizer、LG 1ms MPRT、ViewSonic PureXPなど）。その後、2024年にはストロボ点灯を可変リフレッシュレートに最適化した G-Sync Pulsar 技術が登場している。
その他、ゲームでは入力から表示までの入力レイテンシも重要となる。そのため低遅延のためのNVIDIA Reflex技術に対応するディスプレイがあり、各社が提供を行っている。
画面の解像度では4K（Full HDの4倍の画素数）や8K（Full HDの16倍の画素数）のディスプレイが登場し、また画面のリフレッシュレートも1080pで610Hz、1440pで480Hz、4Kで240Hzまで対応するディスプレイが登場している。また2024年には可変リフレッシュレートにおけるデュアルモードの標準化によって、4Kディスプレイで解像度を落としてリフレッシュレートを上げられるものも登場している。それに伴い処理の必要な総画素数が著しく増加しているものの、伝送帯域を節約するためのDSC圧縮技術の登場や、超解像度およびフレーム補間のためのDLSS技術 (NVIDIA)やFSR技術/AFMF技術 (AMD) などの登場で、これらの高いディスプレイ性能をゲームに活かすことも可能となっている。エイムトレーニングを提供するAiming.Proによれば、操作パフォーマンスは60Hzディスプレイと144Hzディスプレイで大きな差が、また144Hzディスプレイと280Hzのディスプレイでも小さいながら確かな差があり、高リフレッシュレートのディスプレイは高スコアを取るのに重要であるとされる。

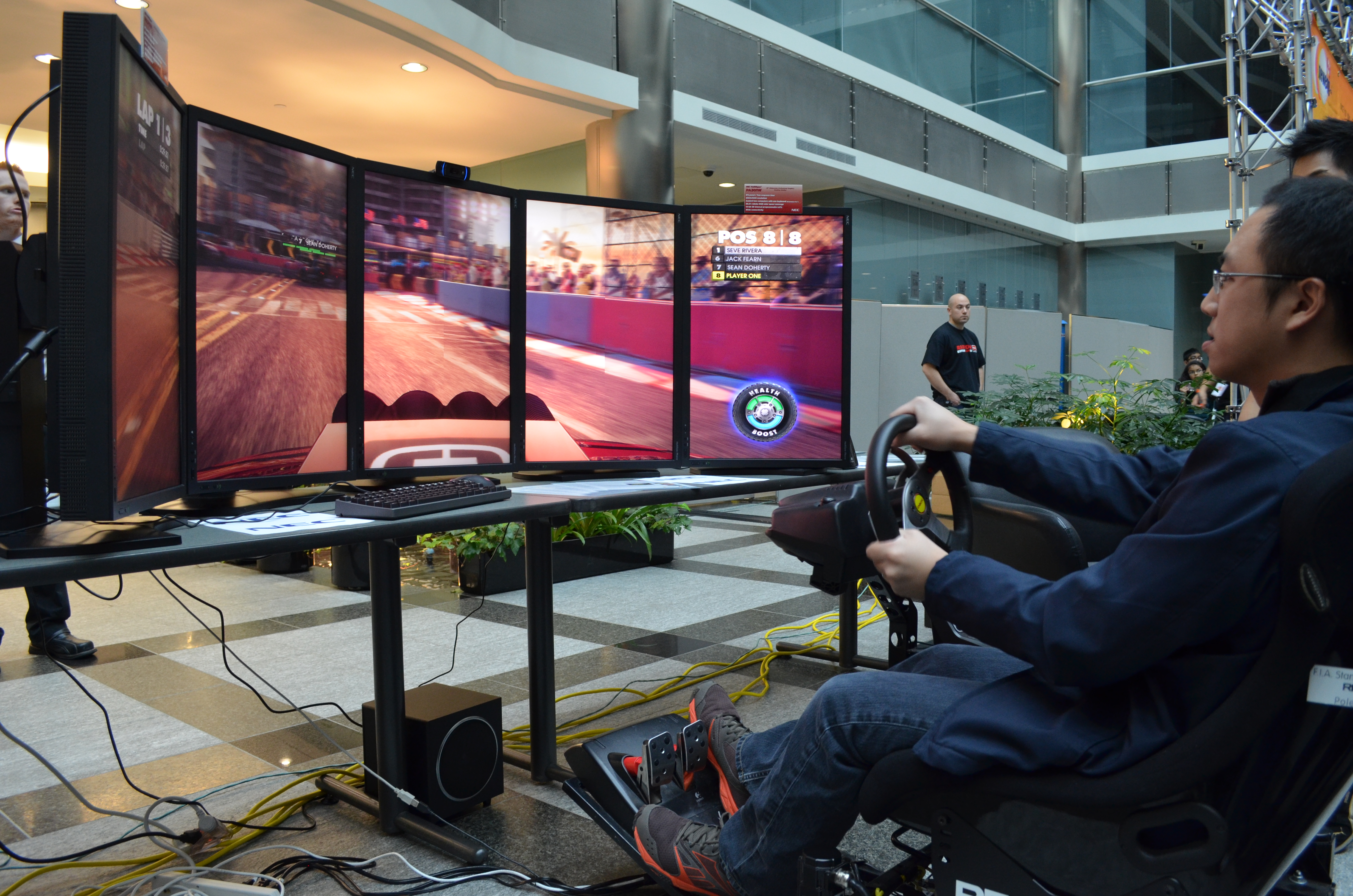
シムレーシングリグと6画面のモニターを組み合わせたレースゲーミング環境の例。ベゼルのせいで継ぎ目が目立つ。

またゲームでは没入感を高めたり広い視界を確保するためにマルチモニターも使われている。ディスプレイの画面数では例えばNVIDIA製のコンシューマー向けGPUが4画面まで、AMD製のGPUがAMD Eyefinity技術で6画面まで、NVIDIA製のプロ向けGPUがNVIDIA Mosaic Technologyで16画面まで対応している。グラフィックボードのポート数が足りない場合でもDisplayPortのデイジーチェインに対応するモニターによって表示ディスプレイを増やすことが可能である。しかしながらマルチモニターはベゼルが存在し邪魔となるため、その後、継ぎ目の無いウルトラワイドな湾曲型モニターが増えていった。またマルチモニターのベゼルを隠すROG Bezel Free Kitのような製品も登場している。

### キーボード

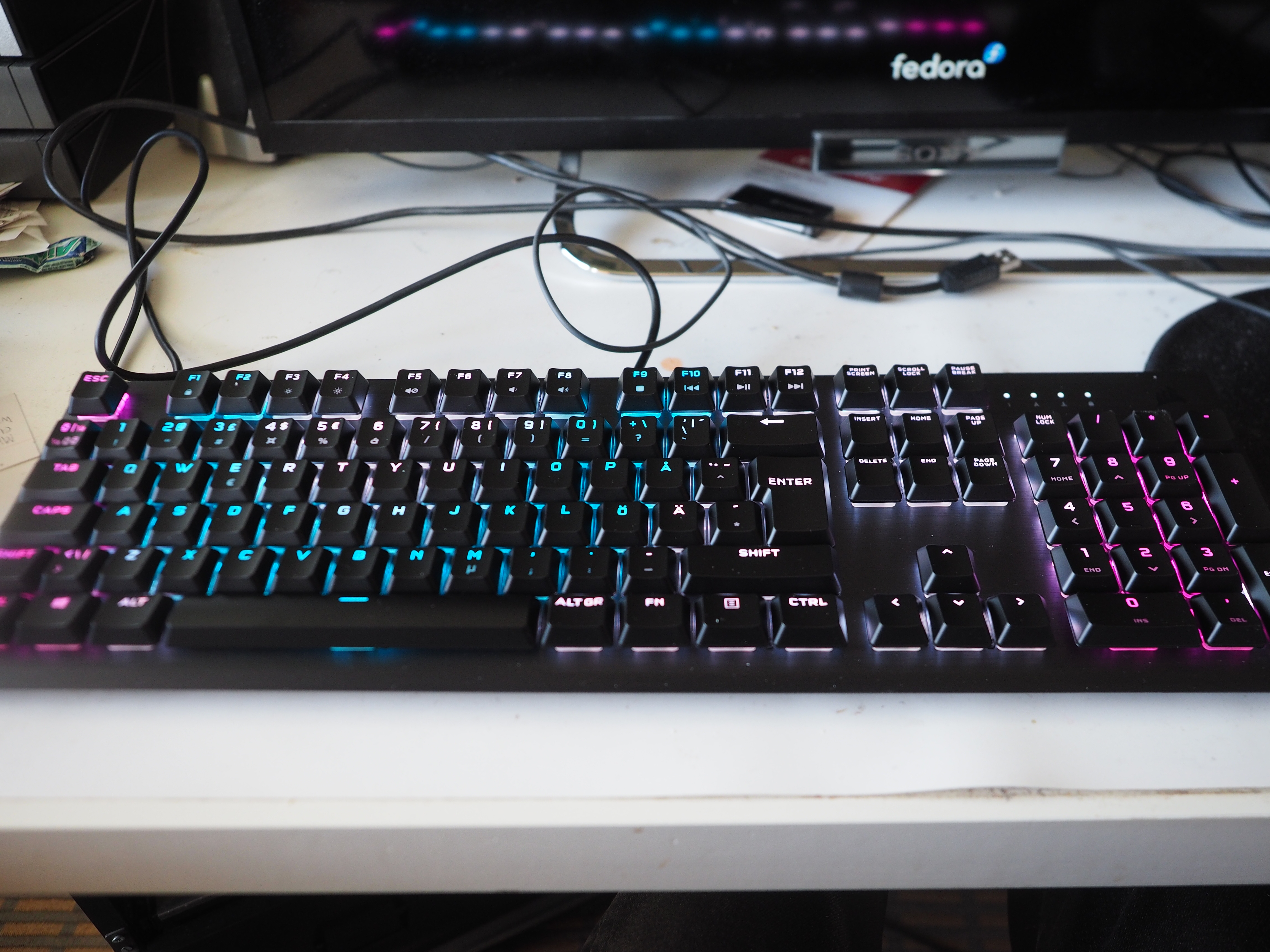
一般的なゲーミングキーボード。発光パターンは自由に変えられる。

ゲーム向けに設計されたキーボードでは同時入力で認識できるキーの数が一般のキーボードより多く（Nキーロールオーバー）、誤入力を防止する機能が搭載されている、これは、ゲームにおいては同時入力をよく使うことと、操作の正確な入力がもとめられるためである。

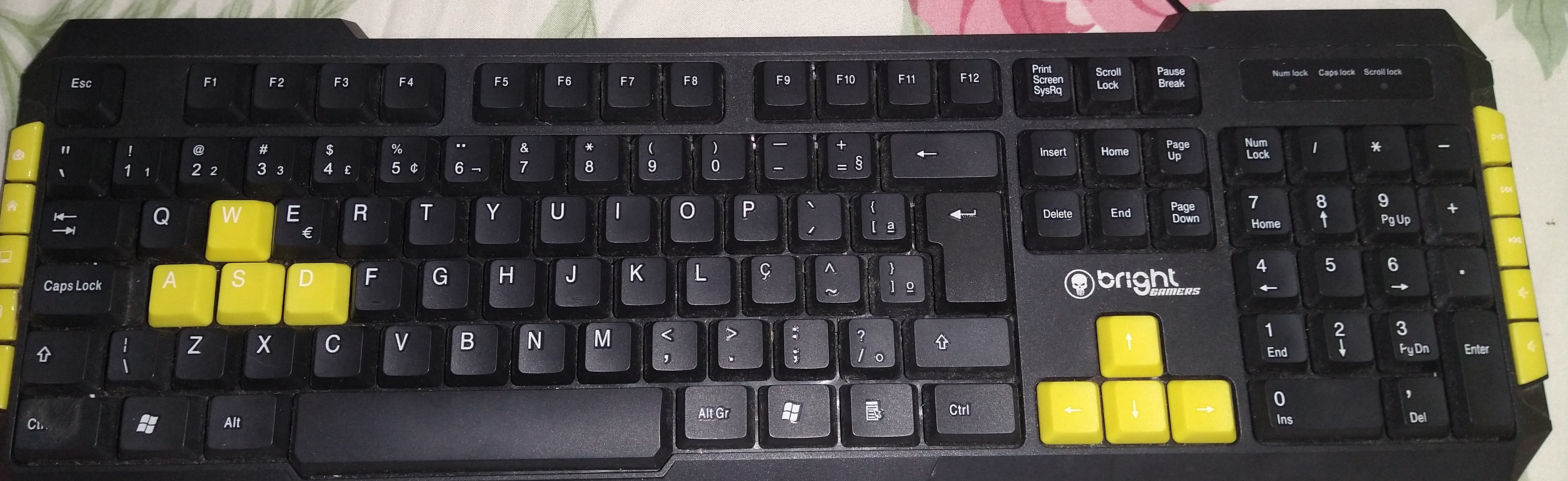
重要なキーを黄色のキーキャップで目立たせたゲーミングキーボード

ゲーミングキーボードやゲーミングノートPCは他のゲーミングデバイスと同じくLEDで光るキーボードバックライト機能が搭載されていることが多く、また一部のキーボードはゲームで使われる移動キー（W、A、S、D、矢印キー）やアイテムキー（Z、X、Cキー等）などの重要なキーに異なるLED色を割り当てることも可能である。またキーボードのキーキャップは交換できるものが多く、FPSやMOBAに最適化された一部キーの交換用キーキャップも存在する。
キー入力の遅延軽減に向けてはポーリングレートの高速化だけでなく、キーのオン・オフ位置（アクチュエーションポイント）の設定、相対位置を使ったオン・オフの高速化（ラピッドトリガー）のできるキーボードが登場している。また浅く押した時と深く押した時に別のアクションを割り当てられる機能（2段式アクチュエーション、2-in-1アクションキー、2ndアクション機能など）を持つキーボードも増えている。アナログ入力（Aimpad、ファインムーブメントコントロールなど）の可能なキーボードも登場している。これらの機能を有するキーボードでは、押された距離を計測するために以下のようなスイッチが使われている:
- 磁気スイッチ (ホール効果スイッチ; WootingのLekker Switch[187][188]、SteelSeriesのOmniPoint[189]、CorsairのMGX Switch[190]、ZENAIM KEY SWITCH[191]など)
- アナログ光学スイッチ (Razer Analog Optical Switches[192]など)
- 静電容量無接点方式スイッチ（東プレスイッチ[193]など）

これら無接点方式のスイッチは電気的接点が存在しないため、機械式スイッチ（メカニカルスイッチ）におけるチャタリング（多重入力; 可動電気接点の跳ね返り（バウンス）によるもの）やデバウンス時間（チャタリングを防ぐための無効時間）とも無縁となっている。
またゲームでは敵の足音や情報共有などが重要となるが、ゲーム中のボイスチャットにはキーボード音なども入り込んでしまうため、ゲーミングキーボードには打鍵音を小さくした静音ゲーミングキーボードも存在する。非静音のキーボードの打鍵音を後から減らすための静音化リング（Oリング）も存在する。
ゲーミングキーボードのキーボード配列には英語圏のゲームと相性の良い英語 (US) 配列キーボードと、日本語入力に向く日本語配列キーボードが存在する。またゲーミングキーボードでは全てのキーを備えるフルキーボード、フルキーボードを小型化した1800コンパクトキーボード、フルキーボードからテンキーを外したテンキーレスキーボード（TKL）、テンキーレスから更にキーを減らして小型化した80%〜65%キーボードなどが存在する。大きなゲーミングキーボードの方がより多目的に使いやすいものの、FPSゲーム向けでは広いマウス操作空間の確保できる小型キーボードが好まれている。それもあってゲーミングキーボードではそれぞれの大きさのバリエーションが用意された製品も存在している（SteelSeriesのApex Pro/Apex Pro TKL/Apex Pro Mini、RazerのHuntsman V3 Pro/Huntsman V3 Pro TKL/Huntsman V3 Pro Miniなど）。
またゲーミングキーボードではゲーム中に邪魔となるWindowsキーなどを無効化するためのゲーミングモード乃至Win Lockキーを搭載したものが多い。
またクリエーター向けデバイスではジョグダイヤルが一般化しているが、ゲーミングキーボードでも多目的ジョグダイヤルを備えたものが各社より登場している。
小さなLCD/有機ELスクリーンが搭載されているモデルもある。

### マウス
ゲーム向けに設計されたマウスはゲーミングマウスと呼ばれ、一般的なマウスよりも高い応答速度（低遅延）や高い入力精度を謳っているものが多い。マウスメーカーのロジクールによれば遅延を減らすためには動きのスムージング処理を減らす必要があり、ゲーミングマウスのマウスセンサーではリップル（ジッター）をスムージング以外で抑えることが行われているとされる。またゲーミングマウスは応答速度や入力精度を上げるために高いポーリングレートに対応している。低遅延のためのNVIDIA Reflex技術に対応するマウスもある。
またゲーミングマウスは一般的なマウスよりも耐久性が高いとされる。特にゲームでは他の用途に比べてクリックが多いため、そのスイッチには耐久性の高いものが使われており、近年は電気的な接点の無い光学式スイッチ（Razer オプティカルマウススイッチ、ロジクールのLIGHTFORCEスイッチ、エレコムのMag-Infinity、オムロン D2FPシリーズなど）の採用が増えている。

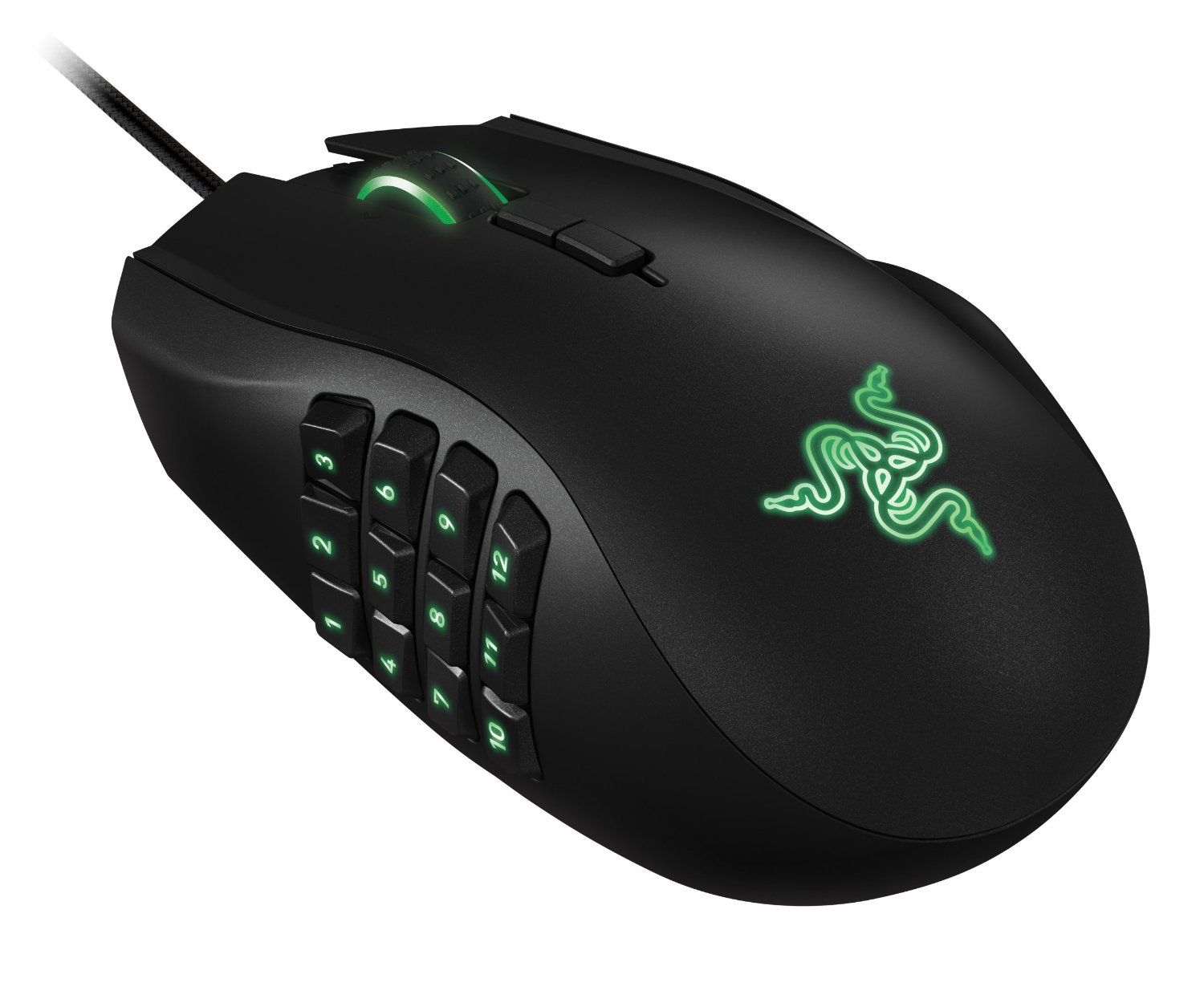
MMO向けの多ボタンマウス

ボタン数では多数のボタンを備えてキーボードショートカットをマクロとして登録できるものも存在する。ただしマクロは大会などで使えない場合があり、例えば2018年のDota 2の大会ではそれで失格者を出している。また3D制作向けに開発されていた3Dマウスもゲーミング向けに登場している（Lexip Pu94など）ものの、2023年現在はゲームでのサポートが進んでいないとされる。
重さでは多ボタンマウスのような構造上重いものだけでなく、重りを入れて重量化できるものや、複数の重りで重心を調整できるものも登場している。しかしながら一般的にFPSゲームなどのスピーディーなゲーム向けでは軽量マウスの方が良いと言われており、軽量なマウスが増えている。軽量マウスではハニカム構造などの形に肉抜きしたもの（内部の耐久性を上げるために防水加工したものもある）や、軽量素材を導入したものなども登場している。軽量素材ではマグネシウム合金を導入したもの（Razer Viper Mini Signature Edition、WLMOUSE BEAST Xなど）や炭素繊維複合材料を導入したもの（Finalmouse UltralightX、ASUS ROG Harpe Ace Extremeなど）が登場している。
マウス感度では昔のプロゲーマーは性能に限界のあるセンサーに合わせて制御の安定した低いDPI設定（400dpiなど）を好んでいたものの、近年は性能の高いセンサーが登場してピクセルスキップの少ない高いDPI設定を用い、操作感度をゲーム内感度で調整するのが流行りつつある。ゲーミングマウスでは10,000DPIを超える高いDPI設定に対応するものも登場している（ロジクールGのHEROセンサー搭載品など）。
またWebサイトの閲覧などでは一般的に無段階（フリースピン）スクロールホイールが好まれているとされるものの、例えばFPSゲームではスクロールホイールに武器切り替えが割り当てられており、それを使う場合には段階（ラチェット/タクタイル/クリッキースピン/ノッチ付き）スクロールホイールが必要となる。ゲーミングマウスでは両方の目的のために無段階スクロールホイールと段階スクロールホイールを切り替えることのできるものも登場している（ロジクール G502シリーズ/G903、Razer Basilisk V3など）。また多目的ゲーミングマウスとしてオフィスマウスのように横スクロールのためのチルトホイールに対応するものも存在する（Razer Basilisk V3シリーズ、ロジクール G502 Xシリーズなど）。
一方、マウスセンサーの反射面となる部分ではセンサー性能の改善を目的として均質サーフィステクスチャ (Consistent surface texture) を持つことを謳うマウスパッドが登場している（ASUS Cerberus Mat、SteelSeries QcK Hard、ロジクール G440など）。マウスパッドの大きさでは普通のサイズからデスクマットのような大きなものまで存在するが、2023年現在、大きなマウスパッドのラインナップが増えているとされる。
マウスパッドの柔らかさでは布製のソフトマウスパッドからプラスチック製、アルミ製、ガラス製などのハードマウスパッドまで存在するが、一般的にハードなものの方が摩擦が低くFPSゲームに向くとされる（一方ソフトマウスパッドは持ち運びに便利とされる）。またマウスの滑りやすさではマウスパッドだけでなくマウス底面のマウスソール、湿度なども静的/動的摩擦係数に影響を与えうる。特にソフトマウスパッドは汗などによる湿度の上昇によって大きく静的/動的摩擦係数が変化するため、タオルなどによる汗の除去や汗を吸収するスポーツスリーブの着用が重要となる。一方、ハードマウスパッドは汗による摩擦係数の変化が起きないものの、ガラス製マウスパッドは汗によりベタつく問題が存在し、それを防ぐには指空きのアーティストグローブの着用が良いとされる。
またマウスパッドやマウスソールは摩耗して劣化するため、定期的な交換が必要となる。耐摩耗性の高いものも存在し、これには例えばガラス製のマウスパッド（SkyPADやRazer Atlas、Superglide Glass Mousepad、ROG Moonstone Aceなど）やガラス製のマウスソール（Superglide Glassなど）などがある。
ゲーミングマウスには有線と無線のものが存在し、マウスの機種によっては有線版と無線版の両方が用意されているものもある。有線マウスはバッテリーや電池が不要なため一般的に無線マウスよりも軽いものの、軽ければ軽いほどそのケーブルの影響が大きくなるため、ケーブルの影響を最小化するためのマウスバンジーが各社より発売されている。また普通のマウスバンジーは場所を取るため、ディスプレイの下に取り付ける省スペースなマウスバンジーも登場している（Pulsarのマイクロバンジーなど）。一方、ゲーミング無線マウスでは無線の遅延を最小限に抑えた低遅延を謳うものが登場している（ロジクールのLIGHTSPEED搭載品、Razer HyperSpeed搭載品など）ほか、無線マウス及びマウスパッドにはQiのようなワイヤレス充電に対応して充電問題を解決したものも登場している。
ソフトウェアではマウスに加速度を付けるRaw Accelような中継ドライバが存在する。

### フットペダル
ゲーム向けのフットペダルも存在する。フットペダルは古くよりシムレーシング向けとしてレーシングペダル（アクセルペダル、ブレーキペダル、クラッチペダルが搭載）が、フライトシミュレータ向けとしてラダーペダルが販売されている（ロジクールGのPRO RACING PEDALS/FLIGHT RUDDER PEDALSなど）。
またプッシュトゥトーク方式のボイスチャットを搭載するMMORPG向けにもフットペダルが存在し（World of Warcraft Tap Chat など）、操作しながらの発話の有効/無効切り替えに使われている。フットペダルは任意の操作を割り当てることも可能であり、踏みつけ技などの没入感の向上に使うことも可能となっている。
2020年代にはCorsairやMSIなどの大手PC部品メーカーからもフットペダルが登場している。

### コントローラ

ゲーミングPCのコントローラで良く使われているXboxボタン配列。任天堂系と比べてAとB、XとYのボタン配置が逆となっている。また手前のL/RボタンがLB/RBボタン、奥のL/RボタンがLT/RTボタンとなっている。

ゲーミングPCで一般的なWindows OS上で使われるPCゲーム向けゲームコントローラ用APIには古いDirectInput APIと新しいXInput APIが存在するが、ゲームコントローラー及びPCゲームでは片側しか対応しないものも存在し、組み合わせによって動かないなどの互換性問題の起こる場合がある。そのためSteamのように最初から互換レイヤーが組み込まれたプラットフォームが存在する。
また新しいXInput APIではコントローラとしてゲームパッド、アーケードパッド、アーケードスティック、ステアリングコントローラ（レーシングホイール）、HOTAS（フライトスティック）、ダンスパッド、ギター及びベースコントローラ、ドラムコントローラなどが定義されている。
上記のうちゲームパッドはXbox 360のコントローラがベースとなっており、ゲーミングPC向けのゲームパッドではXboxボタン配列（写真参照）のものが一般的となっている。しかしながら2023年のSteamの調査によれば、Steam上のPCゲームにおいて使われるコントローラーの割合は未だXboxコントローラーが一番多いものの既に6割程度まで減少しており、PlayStationコントローラーの使用率が3割近くまで伸びた状態になっているとされる。そのためSteamでは公式にPlayStationコントローラーをサポートするようになったものの、2023年時点のPCゲームにおいてPlayStationボタン配列に直接対応し「○」「×」「□」「△」ボタン表記が可能なタイトルはまだ少ないとされる。
またゲームパッドではゲーミングマウスやゲーミングキーボードなどと同様に1000Hz以上の高いポーリングレートに対応したものも登場している（GameSir G7 SE、GameSir T4 Kaleid、BIGBIG WON Rainbow 2など）。
ゲームパッドのテスト向けソフトウェアではWebアプリのGamepad Testerなどが存在する。

### ヘッドセット

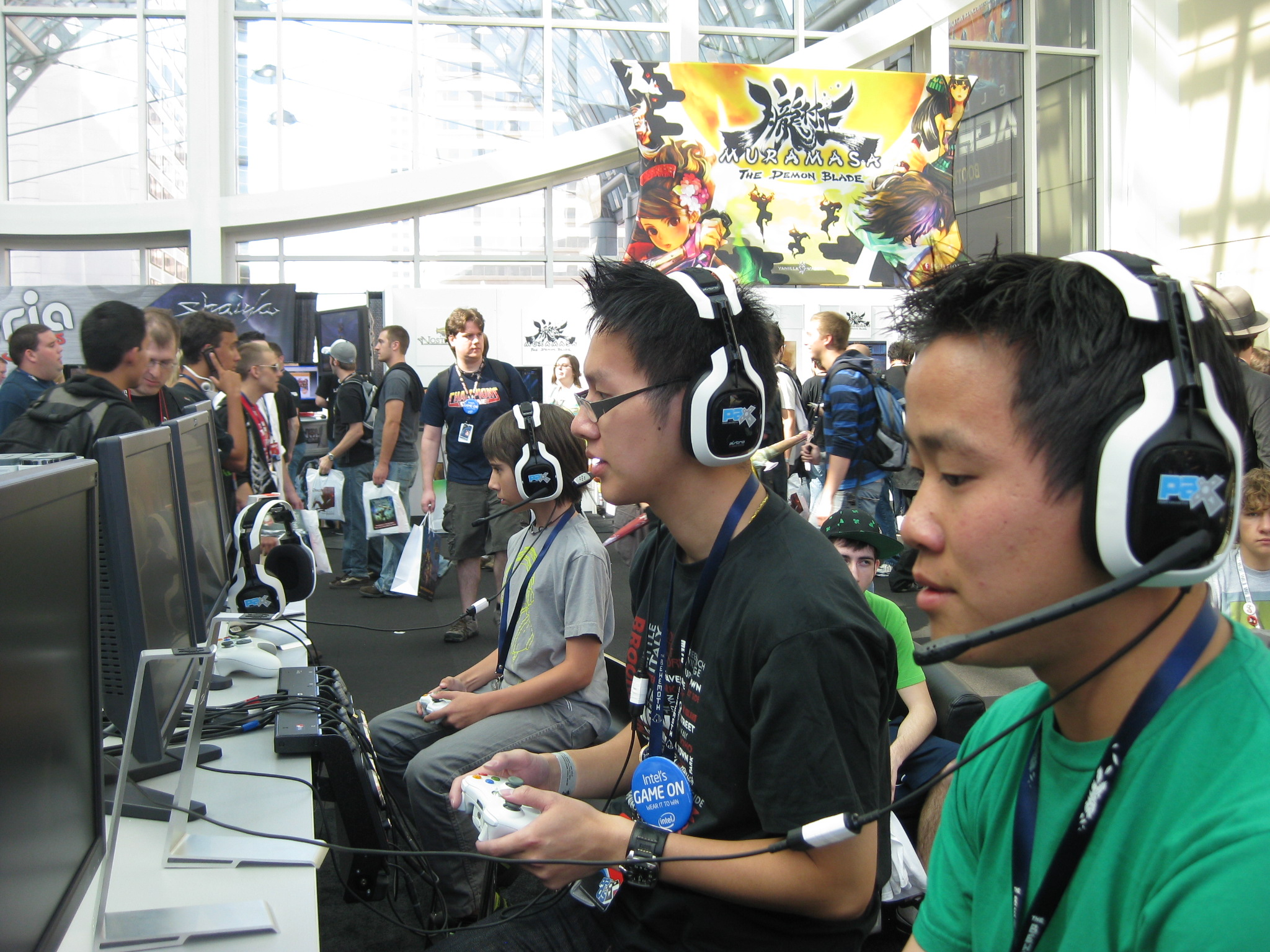
ヘッドセット

PCオンラインゲームではボイスチャットが使われるため、ヘッドホンやイヤホンとマイクを組み合わせたヘッドセットが用いられている。ゲーミングヘッドセットでは低遅延を謳うものが登場している（Razer ManO’Warなど）。
またゲームでは音の方向が重要となるため、7.1chサラウンド対応を謳うゲーミングヘッドセットがあり、それには複数ドライバー（スピーカーユニット）を内蔵して協調させることでサラウンドに対応したもの（True 7.1 サラウンドヘッドホン）と単体ドライバーだけでサラウンドに対応したもの（仮想7.1サラウンドヘッドホン）が存在する。また空間オーディオ（ドルビーアトモスなど）に対応することを謳うゲーミングヘッドセットも各社より登場している。
その他、触覚フィードバックを搭載したヘッドセットも登場している（Corsair HS60 Haptic、Razer HyperSense搭載製品など）。
なお快適性は開放型（オープンバック）の方に分があるものの、多くのゲーミングヘッドセットは没入感の高い密閉型（クローズドバック）になっているとされる。
メーカーではゲーミング系のメーカーだけでなく、オーディオ系のメーカーもゲーミングヘッドセットに参入している（ベイヤーダイナミックのMMXシリーズ、オーディオテクニカのATH-Gシリーズなど）。

### ゲーミングライト
ゲーミングライトはゲームに合わせて光るライトであり、単体のものやスピーカーと一体化されたものなどが存在する。

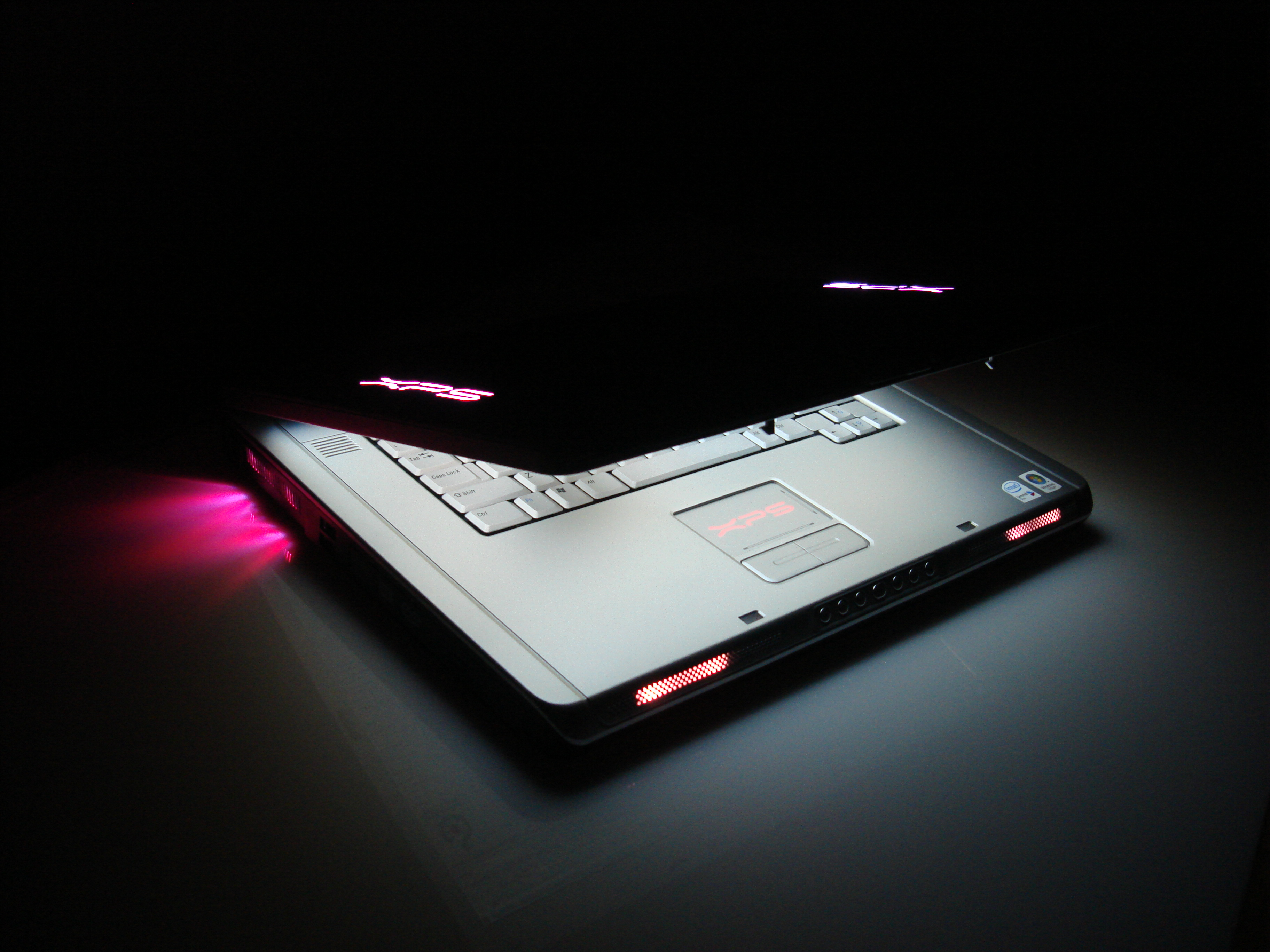
投光LEDを採用したDell XPS M1710

2006年には既にDellのノートパソコンでソフトウェアから色を変更可能な投光LEDを搭載したXPS M1710が登場し、2008年には既にフィリップスの周辺機器で投光だけでなく振動や風なども搭載した amBX が登場していた。当時はソフトウェアの問題により普及しなかったものの、その後、光る部品が増えることでゲーミングライトも一般化していった。

### リグ
ゲーミング向けには特定ジャンルのゲームに特化したリグが存在する。
シムレーシングリグはシムレーシングゲームのために使われるリグであり、Playseat社やNext Level Racing社、SimFab社（OpenWheelerブランド）など複数の会社より発売されている。2020年代にはThermaltakeやCooler MasterなどのPC部品メーカーもシムレーシングリグに参入している。またシムレーシングリグに取り付けるステアリングコントローラ（ハンドルやペダル、レバー）も各社より発売されている（ステアリングコントローラを参照）。
その他、フライトシミュレーションリグなども存在する（Next Level Racing製など）。またフライトシミュレータ向けのHOTAS（ハンズオン・スロットル・アンド・スティック）コントローラはTurtle Beach、Thrustmaster、ロジクール、ホリ、VKB、WinWingなどにより提供されている。

### リモートプレイ端末
早くは2013年よりゲーミングPCからのリモートプレイ向けの端末として登場したNVIDIA Shieldシリーズ（NVIDIA SHIELD Portable、Nvidia Shield Tablet、Nvidia Shield TV）があり、またそのローカルストリーミングソフトウェアとして NVIDIA GameStream が存在したものの、この NVIDIA GameStream は既に2023年に廃止となっている。また NVIDIA のライバルに相当する AMD も2017年よりスマートフォンやタブレットへのローカルストリーミングソフトウェアとして AMD Link を用意していたものの、こちらも2024年に開発終了となっている。
一方、前述の GameStream ではオープンソースの互換実装としてローカルストリーミングサーバーの「Sunshine」とローカルストリーミングクライアントの「Moonlight」が誕生しており、このオープンソースクライアントの Moonlight によって任意のPC、iOS端末、Android端末をリモートプレイ端末とすることが可能となっている。
またPCゲームの実行環境の一つ Steam にも標準でローカルストリーミングサーバー機能が搭載されており、「Steam Link」アプリによって任意のPC、iOS端末、Android端末をリモートプレイ端末とすることが可能となっている。
それ以外にもローカルゲームストリーミングソフトウェアにはParsecやRainwayが存在する。

#### リモートプレイにおける遅延
リモートプレイでは狭い伝送路に合わせるために画面の非可逆圧縮（ロッシーエンコード）が行われているが、エンコード処理で起こる遅延とエンコード後の画質はトレードオフの関係となっている。またリモートプレイのエンコードではGPU内蔵のハードウェアエンコーダーを使ったエンコードも行われているが、GPUのメーカーによってエンコード処理で起こる遅延の大きさが異なっており、前述の Parsec によれば2023年現在はNVIDIA製GPUを使ったエンコードが一番遅延が少ないとされる。
またネットワークによる伝送遅延や再送遅延もリモートプレイの遅延に影響する。パフォーマンス的には干渉の無い安定した有線が望ましいが、無線においても Wi-Fi 5 (IEEE802.11ac) Wave 2 でマルチユーザーMIMOが、Wi-Fi 6 (IEEE802.11ax) で OFDMA が、Wi-Fi 7 (IEEE802.11be) でマルチリンク操作 (MLO) 、特に MLO の同時送受信 (STR) モード が導入され遅延が改善されてきている。なお macOS デバイスには定期的な Wi-Fi スキャンによる遅延やパケットロストの問題が存在し、その Wi-Fi スキャンを抑制するために位置情報サービス及び AirDrop の無効化が推奨されている。
リモートプレイ端末側での画面のデコード遅延もリモートプレイの遅延に影響するが、このデコード遅延は端末によって大きく異なっている。OSによってはデコード遅延を最小化するための仕組みが用意されている (Android 11以降のFEATURE_LowLatencyなど)ものの、Android搭載端末では低遅延ハードウェアデコードの壊れているものも多いとされる。また低遅延ハードウェアデコードができなくてもフレームレートを上げることでデコード遅延を削減できる場合も存在する。しかしながら一部の端末では遅延を減らすために解像度を下げる必要がある。

## ゲーミングPCの形態
ゲーミングPCにはデスクトップPC型、ノートPC型、携帯ゲーム型など様々な形態が存在するが、どれも目的はPCゲームを遊ぶことにある。
ゲーミングPCでは遊びたいゲームを快適に遊べることが重要であり、実際、パソコン量販店のアプライドによれば2021年時点においてもゲーミングPCは予算を決めて買う人より遊びたいゲームのために買う人が多いとされる。PCゲームの操作デバイスにはキーボード+マウス、ゲームコントローラー、VRコントローラーなど幾つかの種類があるが、ゲームによって向き不向きが異なっている。携帯ゲーム型は基本的にゲームコントローラー操作に最適化されている。
ゲーミングPCでは遊びたいゲームが快適に遊べない時が価値寿命となる。基本的に大きな形態の方が消費電力や熱、物理的なスペースの余裕、接続ポート数などの関係から性能的に有利となる。一応、小さな形態でもPCゲームの推奨スペックへと出来るだけ近づけるために、それなりに高い性能を有するものが登場している。例えばポータブル・ゲーミングPCには4コア〜16コアのモバイル向けCPU、16〜32GBの主記憶メモリ、PCIe 3.0〜4.0接続の高速SSDストレージといったカタログスペック上デスクトップPCと遜色の無いものが搭載されている。また接続ポート数の問題もハブを使うという方法が存在する。しかしながらそれでも2024年現在は実性能に限界があり、新しいPCゲームを遊ぶためには画質を下げるなどの設定が必要となってくる（MSI Claw A1Mのベンチマーク、ASUS ROG Allyでパルワールドを動かす例など）。
またゲーミングPCでは高負荷が掛かることによる物理的劣化があるほか、PCゲームの要求スペックが年々上昇していくという問題もあるため、古い部品の交換はゲーミングPCの寿命を伸ばし価値を維持するのに重要となる。デスクトップPC型は一般的にビデオカードを含めた全ての部品が交換できるため価値寿命を延長させやすく、ノートPC型は一部の部品の交換しかできないものの外部グラフィックボード（GPU BOXなど）を接続したりすることで一定の価値寿命の延長が可能である。携帯ゲーム型は基本的に部品の交換が想定されていない。
なお多くのゲーミングPCは一般のテレビとの接続もHDMIケーブル経由で可能となっている。遠くからテレビに接続するための長距離HDMIケーブルや、壁埋め込み型のHDMIコンセントも登場している。ソフトウェア側のゲーミングプラットフォームではテレビ画面とゲームコントローラー操作に最適化されたモードが用意されている（SteamのBig Picture モードなど）。

### ゲーミング・デスクトップPC

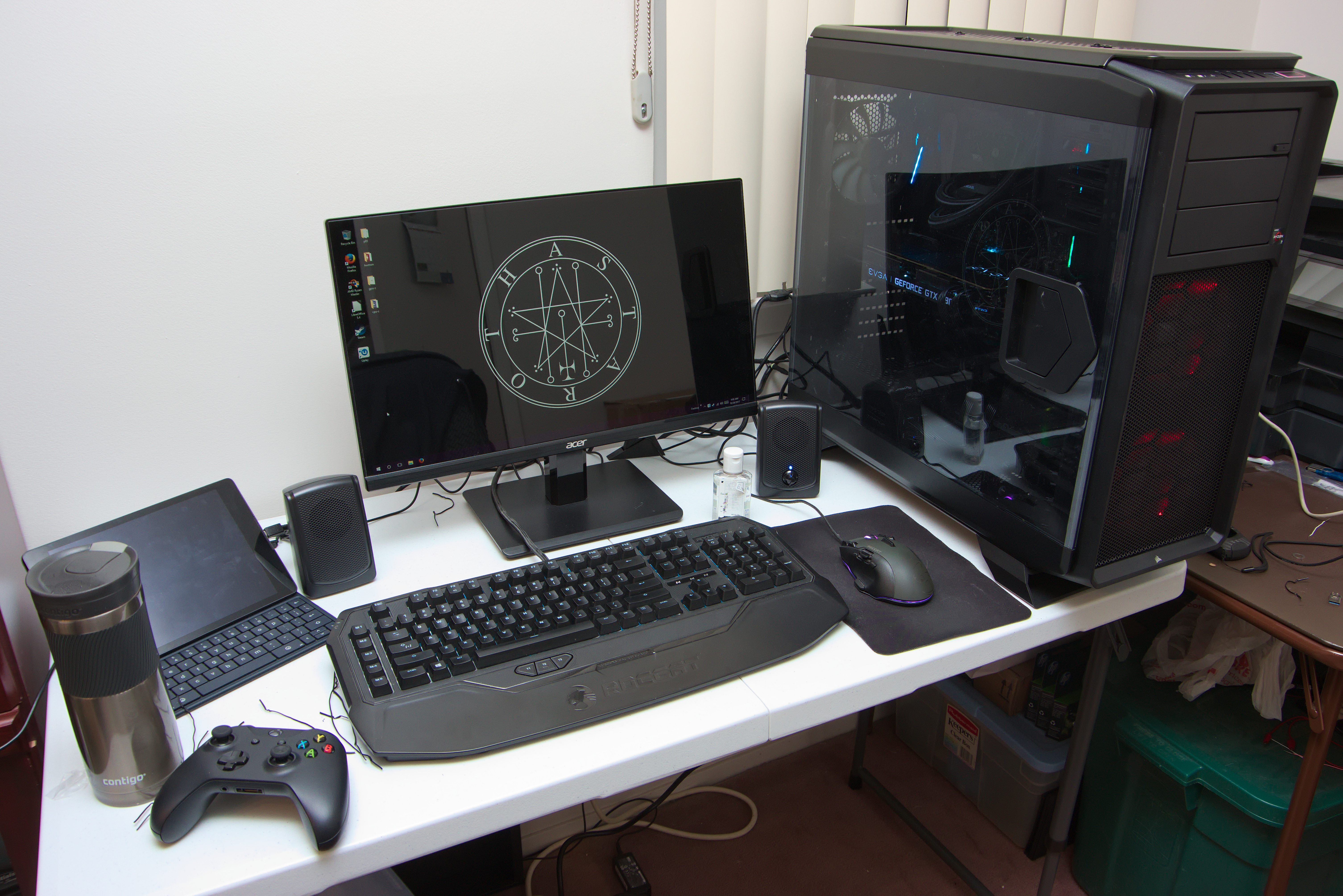
2010年代の例で、GPUはGeForce GTXシリーズを搭載。（そしてキーボードやマウスは普通のPCのものを流用した例）

ゲーミング・デスクトップPCはデスクトップPC型のゲーミングPCである。前述のとおり性能の陳腐化が起こりやすいゲーミングPCにおいて部品を交換できるゲーミング・デスクトップPCは長く使うことができる。表示デバイスや操作デバイスは本体と同じくゲーミング仕様のものを使うのが基本となる。
タワー型などの大型のデスクトップタイプは性能を極限まで追及することが可能である。PCケース内にスペース的な余裕があるため、GPUやCPUに高性能なものを選ぶことができ、また排熱装置も大きく静かなものを使うことができる。一方、内部スペースに余裕が少ない省スペースパソコンの規格「Small Form Factor」(SFF) でもそれに適合した小型のGPU（SFF-Ready GeForce カードなど）が登場しており、小型ゲーミングPCも可能となっているが、内蔵できるGPUがGeForce RTX 4080 SUPERまでに限られるなど性能には限界が存在する。
デスクトップタイプでは巨大なヒートシンクと送風ファンが使われ、また空冷式だけでなく水冷式が採用される場合もある。ノート型と異なり小型の高速ファンを使わなくて良いため動作音を静かにすることができる。PCケースは通気性が高く、埃が侵入しにくい構造のものが使われる。
デスクトップタイプのデメリットに大きくて移動や持ち運びが難しいことにあるが、性能の高さは他と代えがたいため、持ち運ぶことを考慮してPC本体にハンドルを取り付けたモデルも登場している（G-Tune HLシリーズなど）。またデスクトップPCを動かしやすくするための後付けのキャスター付きCPUスタンド（PCスタンド）も存在し、一部のゲーミング家具ブランドからもそれが登場している（BauhutteのBHD-550Hなど）。

### ゲーミング・ノートPC

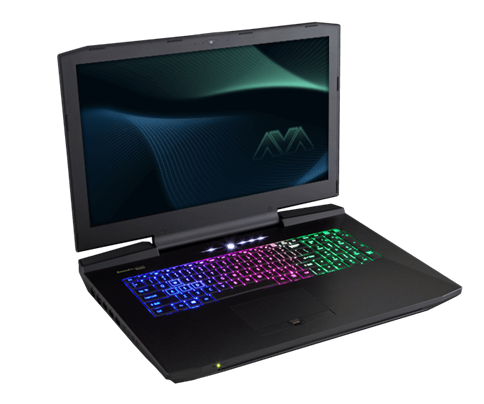
ノートPCタイプ

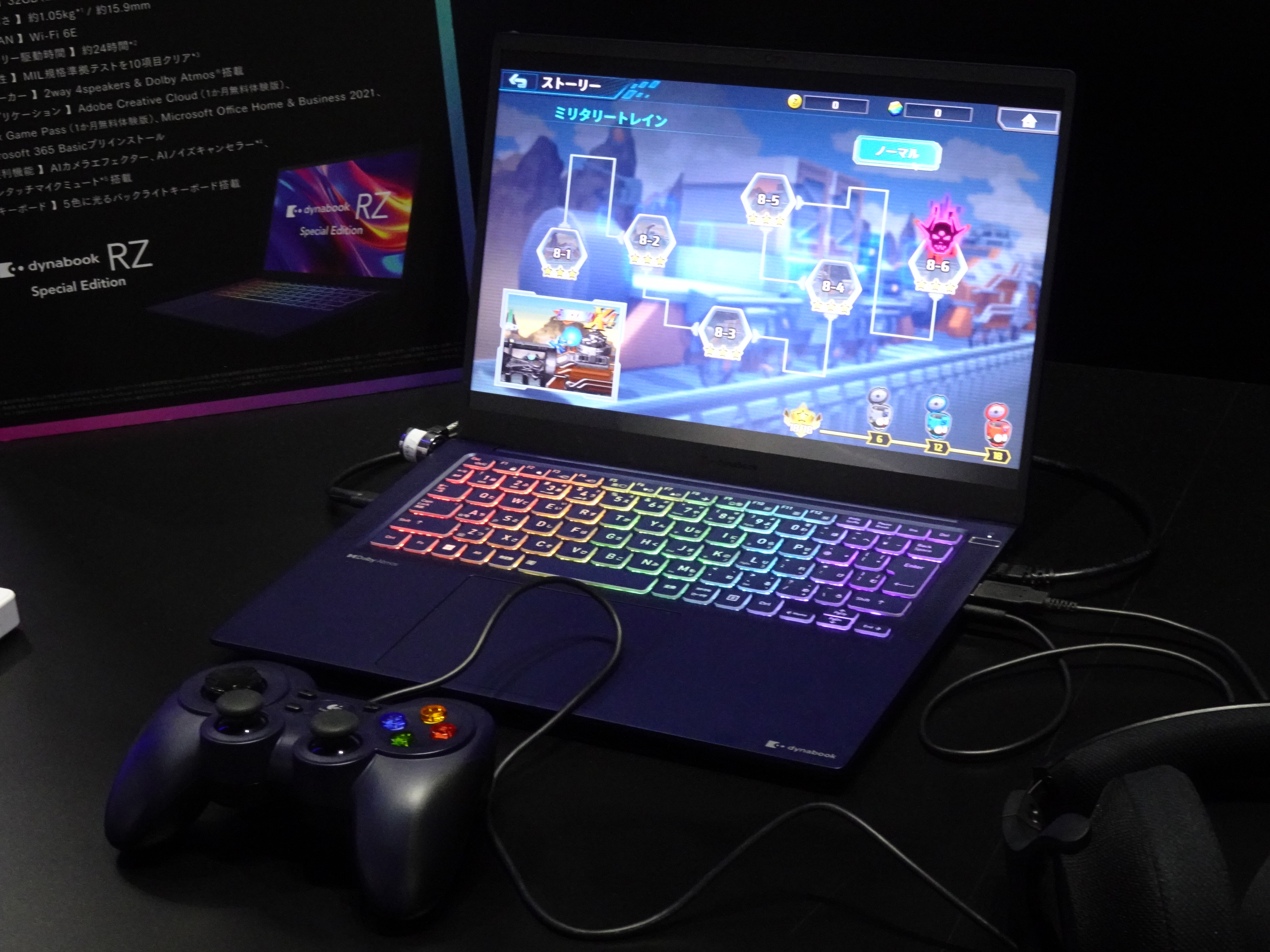
東京ゲームショー2023にて

ゲーミング・ノートPC (英: gaming laptop) はノートPC型のゲーミングPCである。
ノートPCを使う人のうちゲーミングノートPCを使う人は以前は少数派であったが、近年ではその割合が増加傾向にある。以前はもっぱらコアなゲーマーが買うマシンであったが、近年ではクリエイターやCADを使う人がクリエイター系のアプリケーションやCADソフトの動作に適したマシンとして、また友達と遊ぶためのマシンとして、ゲーミングPCを購入するパターンが増加してきている。
ゲーミングノートPCでもディスプレイの周波数は120Hz以上が当たり前となってきており、ハイエンドでは480Hz駆動のモデルも登場している。またゲーミングノートPCにおいては2014年のMSI GT80 Titanを皮切りに昔のゲーミングデスクトップ向けと同様のメカニカルキーボードを搭載したモデルが登場したが、その後、ノートPCに向けて薄型化されたもの（ULTRA LOW PROFILE）が登場し、そちらもメカニカルキーボードと呼ばれるようになっている。またゲーミングノートPCでもデスクトップ型と同様に外部ゲーミングキーボードや外部ゲーミングマウスが使われている。
メリット
ノートPCタイプの利点として持ち運びが容易なことが挙げられる。ただし消費電力が大きいためバッテリーには気をつける必要がある。
1台のPCを常に持ち歩いて、自宅と大学、あるいは自宅と会社などで同一のマシンを同一設定で使いたいという需要がある。例えば、ノートPCタイプであれば電源の使用可能なネットカフェや友人・知人の自宅などに持ち込んでゲームのプレイ画面を直接見せて説明したい時などに利用できる。
またノートPCタイプは省スペースであり、使用しないときは液晶画面をたたみ収納することでデスクを空けることができる。
デメリット
前述のとおり一部の部品の交換しかできないほか、ゲーミングノートPCは排熱のために小型の高速ファンが必要なため騒音が大きいというデメリットがある。またゲーミングノートPCはゲーミングデスクトップPCよりも熱密度が高く故障しやすいという欠点もある。
またゲーミングノートPCは同じ値段帯ならばデスクトップ型に比べて性能が劣る傾向にある。特にラップトップ版GPUは同じ型番でも電力制限が存在し性能の低いものとなっている。2010年代後半頃から外付けGPU BOXというジャンルの製品が登場しており、Thunderbolt 3〜4やOCuLinkに対応したノートPCにグラフィックカードを外付けすることでゲーミング・デスクトップPC並の性能へと底上げすることも可能となっているが、高性能のGPU BOXはそれなりに場所を取り、また電源ケーブルも別に接続する必要がある。

### ポータブル・ゲーミングPC（携帯型ゲーミングPC）

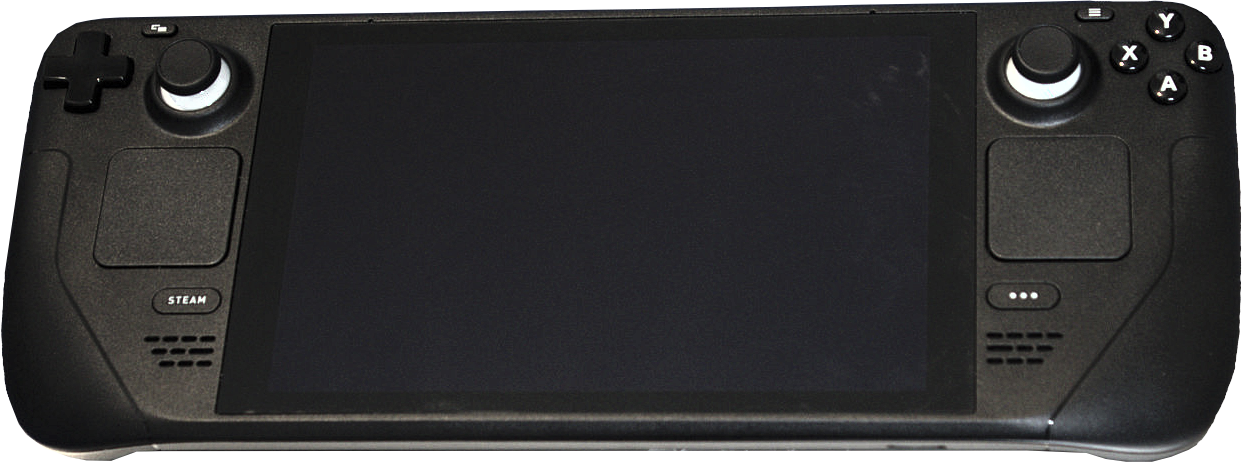
Steam Deck（2022年）

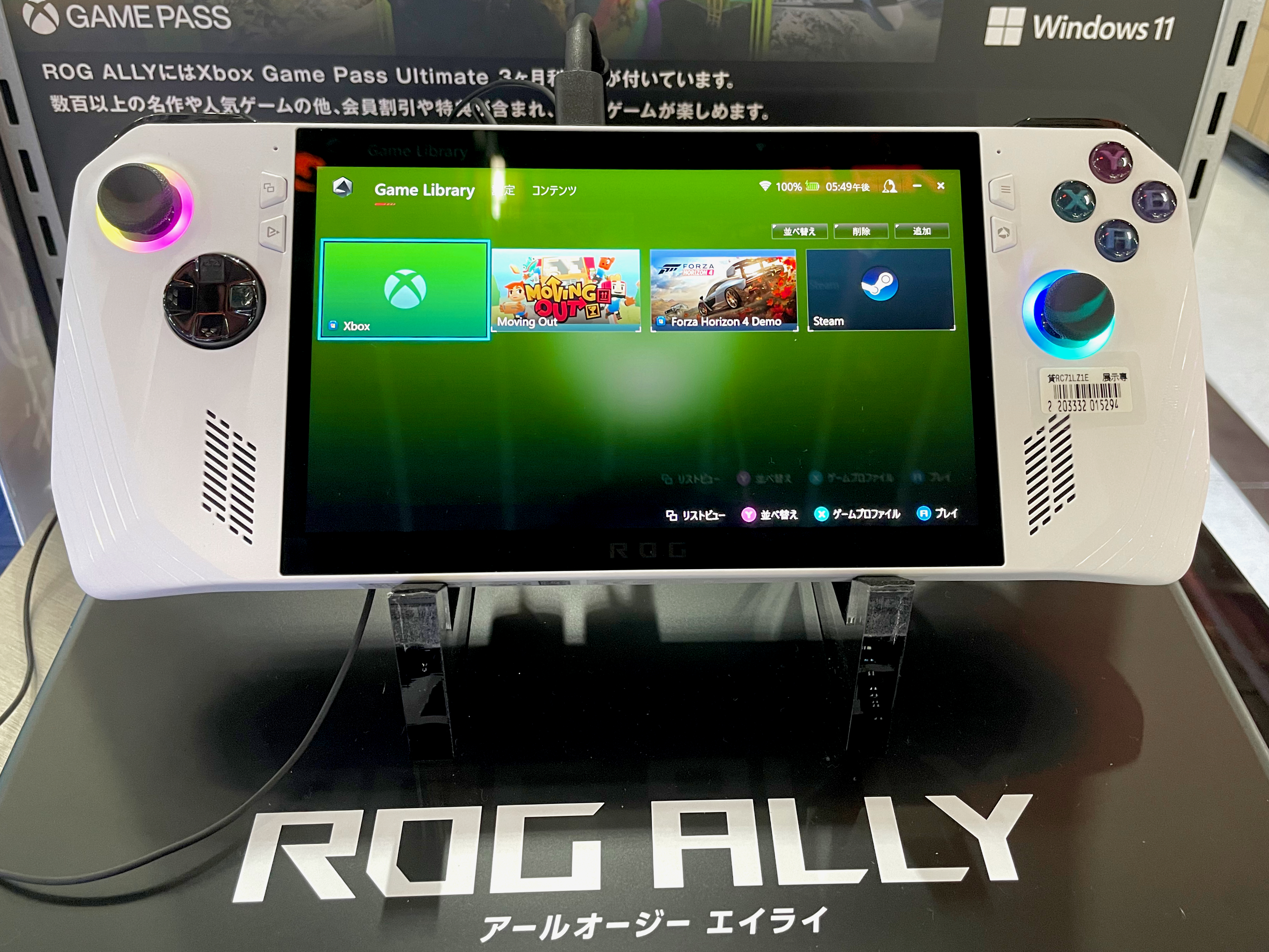
ASUS ROG Ally（2023年）

ポータブル・ゲーミングPC又は携帯型ゲーミングPC (英: Handheld Gaming PC) は携帯型ゲーム機に似た形状のゲーミングPCである。ゲーミングUMPCともいう。従来の携帯型ゲーム機やコントローラー付きゲーミングタブレット（Androidベースのもの等）との違いは既存のPCゲームを遊ぶことができるという点にある。
例えばポータブルゲーミングPCの一つ、Valve社のSteam DeckはSteamOSを搭載しており、SteamからPCゲームをダウンロードしてプレイすることができる。本体にディスプレイと十字キーやジョイスティック（ジャイロ）やトラックパッドなどの入力装置も搭載していることから、携行して本体だけで遊ぶことができる。また、自宅などで外付けのディスプレイに接続して大きな画面で遊ぶことも可能である。
またWindowsを搭載したポータブルゲーミングPCも相次いで登場し、2023年には大手PCメーカーのAsusとLenovoが、2024年にはMSIも参入し、競争が激化している。
ゲーミングUMPCの代表的な製品: 
- GPDのWINシリーズ[4]
- Valve社のSteam Deck

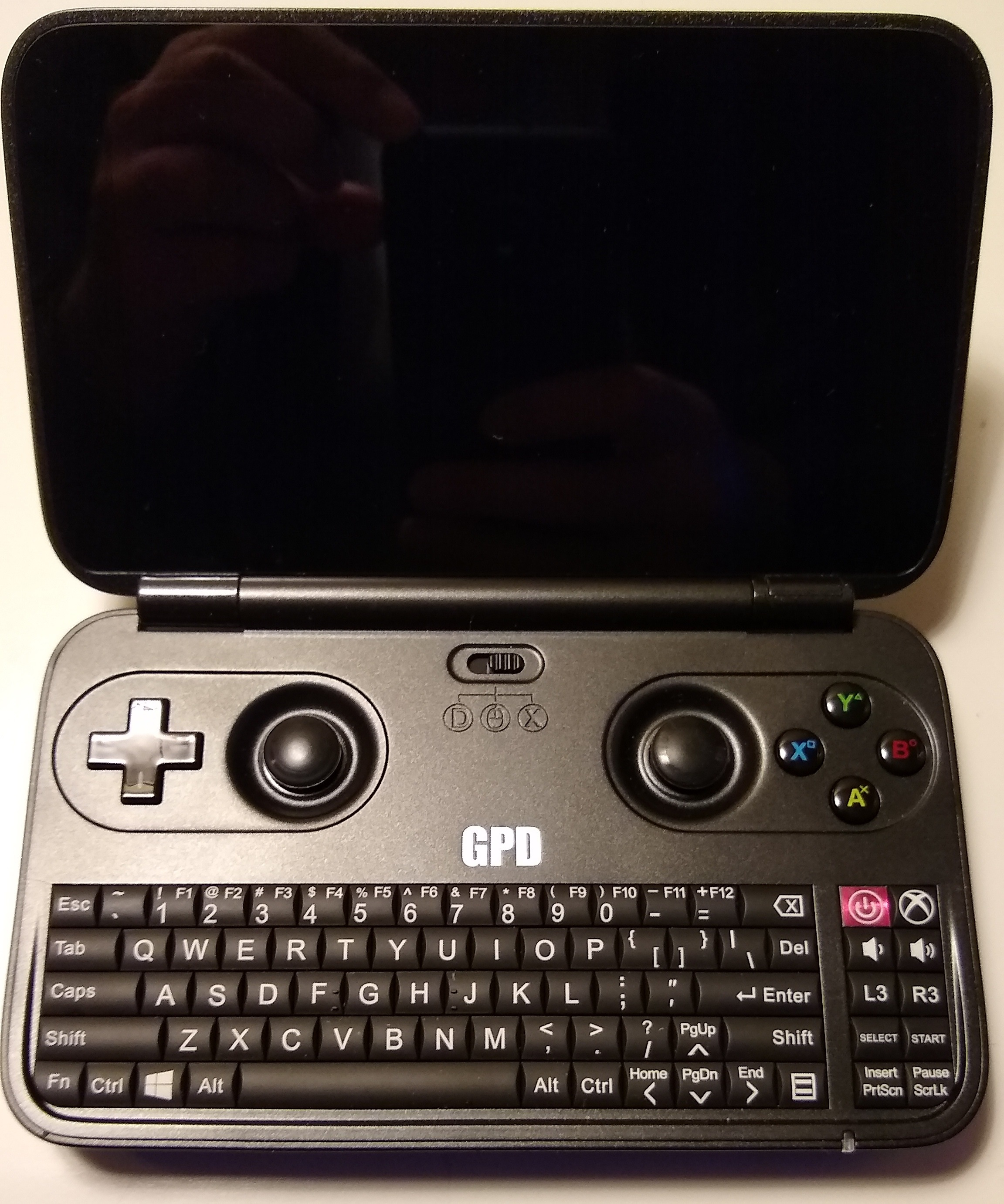
最初期の携帯型ゲーミングPC (GPD Win、2016年)

- One-Netbook TechnologyのOneXPlayerシリーズ[4] / OneXFlyシリーズ
- AYANEOのAyaneoシリーズ[288]
- ASUS ROG Ally シリーズ[288]
- Lenovo Legion Goシリーズ
- MSI Claw A1M
- Orange Pi Neo
- ZOTAC GAMING ZONE[307]
- Acer Nitro Blazeシリーズ
- TENKU LUNA[308]

## ゲーミング関連のメーカーおよびブランド
ゲーミングPCやパーツのブランドには部品メーカー系のブランド、パソコンメーカー系のブランド、パソコンショップ系のブランドなどが存在する。なお周辺機器メーカーは買収により統合が進んでいるとされる。
マザーボード / グラフィックボードメーカー系
- GIGABYTE
  - 「AORUS」 - 同ブランドで内部パーツから周辺機器、ゲーミングモニター、ゲーミングデスクトップPC、ゲーミングノートPCまで広く展開されている。
- ASUS
  - 「ROG」 - 同ブランドで内部パーツから周辺機器、ゲーミングモニター、ゲーミングデスクトップPC、ゲーミングノートPC、ゲーミングスマートフォンまで広く展開されている。
  - 「TUF Gaming」 - TUFブランドのゲーミング向け。TUFブランドはROGブランドに比べて動的照明が控えめなどの特徴がある[310]。ゲーミングルーターもこのブランドより展開されている[311]。
- MSI - 様々なブランドで内部パーツから周辺機器、ゲーミングモニター、ゲーミングデスクトップPC[注釈 31]、ゲーミングノートPC（MSI ゲーミングノート）、ゲーミングチェアまで広く展開されている。
  - 「MEG」 - フラッグシップブランド
  - 「MPG」
  - 「MAG」
  - 「GAMING PLUS」 - 下位ブランド[312]。
- ASRock「Phantom Gaming」 - ASRock自体はマザーボードとビデオカード、ゲーミングモニターのみの提供となっているが、他のハードウェアメーカーと同盟[注釈 32]を結ぶことで様々な「Phantom Gaming」ブランドの製品が展開されている[313]。元ASUSグループ。
- 七彩虹 (Colorful) 「iGame」

メモリメーカー系
- Corsair Gaming「Corsair」 - ゲーミング特化のメーカー及びブランド。ゲーミング向けPCパーツ、ゲーミングギアからゲーミング家具まで取り扱っている。元々はDRAMメモリで有名なPCパーツメーカーであった。
  - 「Elgato（英語版）」 - ゲーム実況向け機器などが展開されている。2018年に同名の会社を買収[314]。
  - 「XENEON」 - ゲーミングモニターのブランド。2021年登場[315]。
  - 「ORIGIN」 - ゲーミングPCのブランド。2019年にOrigin PCを買収[316]。
  - 「Scuf」 - ゲームコントローラーのブランド。2019年にScuf Gamingを買収[317]。
  - 「Fanatec」 - シミュレーションリグのブランド。2024年にEndor AG（英語版）を買収[318]。
- ADATA「XPG」[319] - 同ブランドで内部パーツから周辺機器、ゲーミングノートPCまで展開されている。
- Team Group（中国語版） 「T-FORCE」[319] - 同ブランドでメモリやSSD、冷却パーツなどが展開されている。
- シリコンパワー 「XPOWER」[319] - 同ブランドでメモリやSSDが展開されている。

ケースおよび冷却パーツメーカー系
- NZXT「NZXT」 - ゲーミング特化のメーカー及びブランド。PCケースやPCパーツが中心だが、ゲーミングギアやゲーミングモニターも取り扱っている。ゲーミングデスクトップPCブランド「NZXT Player」もある。
- Thermaltake（英語版）
  - 「LCGS」 - デスクトップゲーミングPCのブランド[320]。
  - 「Tt eSPORTS」 - eスポーツ向け周辺機器のブランド[321]。
- Cooler Master「Cooler Master」 - PCケース、冷却パーツ、電源が中心のメーカー及びブランド。ゲーミングギアやゲーミング家具も取り扱っている。

周辺機器メーカー系
- Razer「Razer」 - ゲーミング特化のメーカー及びブランドであり高性能な周辺機器を中心に展開されている。また2020年代にはゲーム実況向け機器も展開されている[22][322]。ゲーミングノートPCの「Razer Blade」もある。ゲーミングデスクトップPCは Maingear（英語版） と組んだ Razer Edition システムが用意されている[323]。ゲーミングチェアも取り扱っている。
- スティールシリーズ「SteelSeries」 - ゲーミング周辺機器のブランド[324]。会社名は元々Soft Tradingであったが2007年の改名でブランド名と同一となった[324]。
- ロジクール
  - 「ロジクールG」 - ゲーミング周辺機器のブランド[325]。ゲーミング家具も取り扱っている。2023年には元々ゲーミング向けに限らなかったブランド｢Blue Microphones（英語版）｣（2018年買収[326]） 及び｢Logitech for Creators｣もこの「ロジクールG」へと統合された[327]。
  - 「Loupedeck」 - ゲーム等の実況向け機器が展開されている[328]。同名の会社を買収[328]。
  - ｢ASTRO Gaming（英語版）｣  - ゲーミングヘッドセットのブランド。2017年に同名の会社を買収[329]。2023年「ロジクールG」へと統合[327]。
- Turtle Beach Corporation（英語版）「Turtle Beach」 - ゲーミング周辺機器のブランド。なお2021年以降はマイクメーカーNEAT Microphonesの買収によりゲーム領域以外にも進出したとされる[330]。
  - 「Roccat（英語版）」 - ゲーミング周辺機器のブランド[331]。2019年に同名の会社を買収[331]。2024年廃止[331]。
  - 「PDP」 - ゲームコントローラーのブランド。2024年に同名の会社を買収[309]。
- エレコム「ELECOM GAMING V custom」 - ゲーミング周辺機器のブランド[332]。
- ソニー「INZONE」 - 2022年に登場した[333]。ゲーミングヘッドセットとゲーミングモニターが展開されている。

モニターメーカー系
- BenQ
  - 「ZOWIE」 - ゲーミングモニターを始めとするeスポーツ向け周辺機器のブランド[334]。
  - 「MOBIUZ」 - ゲーミングモニターのブランド[334]。
- LGエレクトロニクス
  - 「UltraGear」 - ゲーミングモニターのブランド。2019年に登場した[335]。
- アイ・オー・データ機器
  - 「GigaCrysta」 - ゲーミングモニターのブランド。2014年に前年撤退した三菱電機の高速IPS液晶技術を引き継いで登場した[336]。
- INNOCN「Titan Army」 - ゲーミングモニターのブランド[337]。
- Pixio USA「Pixio」 - ゲーミングモニターのブランドであり、パステルカラーなどの色を持つ製品が特徴[338]。国内販売代理店はHamee[339]。

パソコンメーカー系
- Acer
  - 「Predator（英語版）」 - 同ブランドでゲーミングデスクトップPC、ゲーミングノートPC、ゲーミングモニター[340]、周辺機器、ゲーミング家具まで展開されている。
  - 「NITRO」 - 下位ブランド[341]。ゲーミングノートPC、ポータブルゲーミングPC、ゲーミングモニター[340]、マウス、キーボードなどが展開されている。
  - 「SigmaLine」 - ゲーミングモニターの新ブランド[340]。2020年に登場した[340]。
- HP
  - 「OMEN（英語版）」 - ゲーミングデスクトップPC、ゲーミングノートPC、ゲーミングモニターなどを展開。
  - 「HyperX」 - ゲーミング特化の周辺機器を展開（キングストンテクノロジーより買収）。
  - 「Victus」 - 下位ブランド。Pavilion（英語版） Gamingの後継[342]。
- DELL
  - 「Alienware」 - 同ブランドでゲーミングデスクトップPC、ゲーミングノートPC、ゲーミングモニター、周辺機器などが展開されている（2006年に同名の会社を買収）。
  - 「G Series」 - 下位ブランド。Inspiron Gamingの後継[343]。
- Lenovo
  - 「Legion（英語版）」  - IdeaCentre（英語版） Yシリーズ及びIdeaPad Yシリーズ（英語版）の後継[344]。
  - 「LOQ」 - 下位ブランド。IdeaPad Gaming及びIdeaCentre Gamingの後継[345]。
- マウスコンピューター（MCJ傘下）
  - 「G-Tune」 - BTOゲーミングデスクトップPC[346]及びゲーミングノートPCのブランド
  - 「iiyama G-MASTER」 - ゲーミングモニターのブランド
- KOUZIRO→インバースネット（ヤマダホールディングス傘下）「FRONTIER GL/GBL/GKL SERIES」 - BTO PCのブランド「FRONTIER」のゲーミングブランド[346]
- サイコム「G-Master」 - BTOゲーミングPCのブランド[346]

パソコンショップ系
- パソコン工房（MCJ傘下）「LEVEL∞」 - BTOゲーミングPCのブランド[346]
- ドスパラ「GALLERIA」 - BTOゲーミングPCのブランド[346]
- TSUKUMO（ヤマダホールディングス傘下）「G-GEAR」 - BTOゲーミングPCのブランド[346]
- パソコンショップアーク（MCJ傘下）「arkhive Gaming」 - BTO PCのブランド「arkhive」のゲーミングブランド[347]

商社・流通系
- アイティーシー「STORM」  - BTOゲーミングPCのブランド。パソコンショップのソフマップでも取り扱いされている[348]。

その他
- 駿河屋（エーツー）「A2-Gaming」 - ホビーショップによるゲーミングPCのブランド

## 完成品 / BTO / 自作
PC一般と同様に、ゲーミングPCでも構築済みPCと自作PCが存在する。多くのゲームでは最低スペックと推奨スペックが規定されているが、ゲームによって要求する性能は大きく異なっているため、一部の人気ゲームではその要件を満たす「○○推奨モデル」や「○○ 動作確認済モデル」が各ショップより構築済みPCモデルとして販売されている。自作PCではその要件を満たすように自分で一連の部品を購入する必要がある。

### 構築済みゲーミングPC
構築済みゲーミングPC (Prebuilt Gaming PC) はメーカーや販売店（ショップ）によって事前に構築されたゲーミングPCのことである。
構築済みゲーミングPCには、メーカーやショップ側があらかじめパーツを組み合わせておいてユーザーは買うだけの完成品と、ショップ側が複数の代替パーツを用意しておきユーザーに選ばせてから組み立て上げるBTO（ビルド・トゥ・オーダー）モデルが存在する。後者はいわばオーダーメイドであり、完成品と自作PCの中間的な製品となる。メーカー（ショップ）側が用意している事前に検証された構成の選択肢の中から選んで注文するため、自分で選んだ場合に発生する「パーツの規格が合わない」といったトラブルが発生することはない。しかしながらパーツの選択肢には限りがある。
これら構築済みゲーミングPCは保証が稼働中のPC全体に及ぶため、初期不良で動かない場合は交換や返品返金の対応などが可能であり、また故障した場合も保証期間内であればそのまま修理に出すことが可能となる。

### 自作ゲーミングPC
自作ゲーミングPC (Custom Gaming PC) は自作PCの一種であり自分でマザーボードやパーツを選択・購入し、自分で組み立てたゲーミングPCのことである。パーツはそれぞれ別の場所で購入可能であり、パーツ毎に値段やサポートを比較しながら購入することが可能となる。
自作ゲーミングPCは組み合わせの自由度が高く、将来を見越した構築も可能となっている。しかしながらバス仕様などには制限が存在し、パーツ類や相性に関する知識が必須となる。作成するのが初心者の場合は判断を誤りさまざまなトラブルが発生することがある。たとえば物理的に組み立てることができない、組み立てたPCがまったく動作しない、短時間なら動くが長時間使用では熱暴走が起きる、騒音が大きくなる、性能が出ないなどである。
また、完成品やBTOモデルと異なり、保証はパーツ毎となるため、PC全体の完成品としての動作保証はないこととなる。稼働中に何かが壊れた場合は自分で故障箇所に見当を付けて自分で修理・交換する必要がある。

## ゲーミングPCに使われるソフトウェア

### OS
ゲーミングPCに使われるOSは主にWindowsとなっており、例えば2025年2月時点のSteamユーザーのOS使用率はWindowsが97.58%、MacOSが0.97%、Linuxが1.45%となっている。そのためPCゲームもWindows向けとして開発されているものが多い。
LinuxではゲーミングPC用LinuxディストリビューションとしてSteamの開発元Valve Corporationの開発するSteamOSが存在し、SteamOSは同社のポータブルゲーミングPCであるSteam Deckや、LenovoのポータブルゲーミングPCであるLenovo Legion Go Sで採用されている。そのためValve CorporationはLinuxでもWindows向けPCゲームを動かせるようにする互換レイヤーのProton（Wineの派生）を開発している。またProtonを改良したProton-GEや、Proton-GE の導入を簡単にするための ProtonUp-Qt も存在する。Proton の互換性は良好となっているものの、一部のゲーム、特にカーネルレベルのアンチチートを搭載したオンラインゲームでは動かないものも存在する。
なお Linuxディストリビューション では SteamOS 以外にも Bazzite (Fedoraベース) や Regata OS (OpenSUSEベース)、Garuda Linux (Arch Linuxベース)、Drauger OS (Ubuntuベース) などのゲームに特化したものが存在する。
またOSにはゲームモードも存在する。Windowsでは2017年4月のWindows 10のCreators Update以降にPCゲームを優先的に動作させるためのゲームモードが搭載されている。またLinuxでも同様のGameModeプログラムがオープンソースで開発されている。

### 販売プラットフォーム
PCゲームの販売プラットフォームではゲームに限らないOS標準のMicrosoft StoreやMac App Storeだけでなく、ゲーム特化のSteamやEpic Games Store、ソフトメーカー独自のEA appやUbisoft Storeなどが存在する。